# Лунтик и его друзья
«Лунтик и его друзья» (раннее название — «Приключения Лунтика и его друзей») — российский мультсериал, ориентированный на общую аудиторию. Транслируется на телевидении с 1 сентября 2006 года по настоящее время. Ключевой темой стали приключения маленького пушистого существа Лунтика — космического пришельца, который родился на Луне и вылупился из яйца.
Мультсериал состоит из более чем 500 серий, сюжеты которых содержат в себе не только развлекательные, но и моральные и даже обучающие темы (например, в серии «Каждому по планете» рассказывается о строении Солнечной системы). Продолжительность серий составляет не более 5 минут.
Действие происходит в лесу около пруда. Большинство персонажей — мелкие насекомые, рыбы, лягушки, пчёлы и т. п. Они олицетворяют собой взрослых и детей. Главные персонажи — дети (прежде всего Лунтик), с которыми происходят разные приключения, во время которых они познают мир и учатся взаимоотношениям в обществе.

## История создания
Идея мультсериала принадлежала директору студии «Мельница» Александру Боярскому и возникла приблизительно в 2004 году. Первоначально над сериалом работали только Александр Боярский, режиссёр Константин Бронзит и продюсер Сергей Сельянов. Далее к работе присоединилась сценарист (в прошлом известная как детская писательница) Сарра Ансон (настоящее имя — Анна Саранцева). Графический дизайн персонажей, включая главного героя Лунтика, нарисовала Дарина Шмидт.
29 июня 2005 была подана заявка на регистрацию товарного знака, официальная регистрация произошла через год — 10 июля 2006 года.
Генеральному директору телеканала «Россия-1» Антону Златопольскому понравилась концепция проекта и он заказал для передачи «Спокойной ночи, малыши!» производство новых серий сериала «Приключения Лунтика и его друзей».
В 2011 году производство мультсериала было приостановлено в связи с началом работы над новым проектом студии «Мельница» — мультсериалом «Барбоскины». Спустя полтора года производство возобновилось, и к маю 2013 года было создано 439 серий.

## Съёмочная группа
Режиссёры сериала: Дарина Шмидт, Елена Галдобина, Екатерина Салабай.
Режиссёры серий: Дарина Шмидт, Елена Галдобина, Екатерина Салабай, Людмила Стеблянко, Галина Воропай, Алексей Горбунов, Владимир Торопчин, Фёдор Дмитриев, Александр Мальгин, Вероника Толбина, Евгения Голубева, Анна Миронова, Ольга Образцова, Екатерина Шрага, Алексей Пичужин, Ольга Кажанова, Антон Рудин, Алексей Судаков, Людмила Клинова, Алексей Будовский, Ришат Гильметдинов, Алексей Аношкин, Александра Ковтун, Михаил Сафронов, Олег Ким, Алексей Минченок, Дарья Скрипка, Антон Чистяков, Евгения Щербакова, Марина Шарова, Александра Шоха, Иван Бабаев, Анна Борисова, Алексей Горбунов, Алиса Афанасьева, Ирина Тарасова.
Авторы сценария: Сарра Ансон, Дарина Шмидт, Елена Галдобина, Фёдор Дмитриев, Марина Комаркевич, Ольга Образцова, Татьяна Горбушина, Мария Монтвид-Домогацкая, Евгения Голубева, Галина Воропай, Ришат Гильметдинов, Валерия Туманова, Михаил Сафронов, Марина Май, Вера Бекелева, Анастасия Чистякова, Алина Пыжова, Дмитрий Яковенко, Андрей Сазонов, Алексей Аношкин, Анна Соснора, Татьяна Ионова, Кирилл Глезин, Вадим Смоляк, Светлана Крупенко, Леонид Магергут, Александра Ковтун, Николай Кожаев, Александр Богданов, Екатерина Максименко, Марина Богданова, Татьяна Манетина, Константин Бронзит, Дмитрий Захаров, Владимир Буряк, Наталья Захарова, Павел Васильев, Елена Павликова, Олег Ким, Виктор Перельман, Евгений Скуковский, Юлия Савченко, Алина Соколова, Наталия Степанова, Татьяна Клейн, Светлана Саченко, Владимир Хаунин, Александра Шоха, Елена Федяхина, Андрей Чибис, Анастасия Придня, Елена Румянцева, Александра Яскина, Пол Пимента, Евгения Щербакова, Елена Лялина, Екатерина Перминова, Василий Третьяков, Александра Барышева, Елена Утехина, Евгения Сосина.
Художники-постановщики: Марина Комаркевич (1—3 сезоны), Надя Прокофьева (1—3 сезоны), Татьяна Клейн (3—5 сезоны), Екатерина Максименко (5—7 сезоны), Марина Макарова (8—9 сезоны), Вита Ткачёва (7 сезон), Марина Громова (с 9 сезона), Олег Маркелов (с 9 сезона), Эдуард Янковский (с 9 сезона).
Композиторы: Максим Кошеваров (1—6, 9 сезоны), Валентин Васенков (музыкальный редактор (критик) 1—6 сезоны), Сергей Зыков (3—6 сезоны), Сергей Кузьмин (5 и 6 сезоны), Михаил Чертищев (7—9 сезоны), Михаил Тебеньков (с 9 сезона).
Ведущие аниматоры: Галина Воропай (1 сезон), Людмила Стеблянко (1 сезон), Ольга Татарина (1—6 сезоны), Вера Бекелева (1—6 сезоны), Наталья Константинова (1 и 2 сезоны), Любовь Савченко (7 сезон), Александра Агринская (7 сезон).
Звукорежиссёры: Мария Баринова (4—7 сезоны), Екатерина Виноградова (4—7 сезоны), Сергей Тарасов (с 7 сезона), Леонид Магергут (4—7 сезоны), Туяра Тихонова (4—7 сезоны), Максим Ромасевич (1—4 сезоны), Евгений Жебчук (4—7 сезоны), Кирилл Глезин (4—7 сезоны), Владимир Голоунин (4—7 сезоны).
Исполнительные продюсеры: Ольга Тарарина
Продюсеры: Антон Златопольский, Сергей Сельянов, Александр Боярский.

## Персонажи

### Основные персонажи
| Имя               | Описание |
| ----------------- | --- |
| Лунтик            | Главный герой сериала; необычный персонаж, похожий на аксолотля, попавший с Луны на Землю. Получил имя в честь Луны, где он родился. Покрыт сиреневой шёрсткой, две руки и две ноги, уши двойные. Сзади небольшой хвост. Умеет плавать и может дышать под водой. Хороший, добрый, правильный, отзывчивый, мягкий, искренний и справедливый. Играет на флейте. Взаимно любит Элину. |
| Кузя              | Подвижный и озорной кузнечик. Лучший друг Лунтика. Иногда вредничает, делает быстрые выводы или жульничает, но признаёт свои ошибки. Любит астрономию и спорт. |
| Пчелёнок Тёма     | Друг Лунтика. Ходит в школу пчёл и учится базовым навыкам насекомого. Пчелёнок трудолюбив и любознателен, но при этом очень стеснителен и психологически подавлен своей властной учительницей, хотя имеет и умеет проявлять свой характер. Отличается умом, умением считать и другим цветом чёлки (у всех остальных тёмная, а у него светлая). Влюблён в Милу. |
| Мила              | Божья коровка, лучшая подруга Лунтика. Очень женственная и ранимая. Взаимна на симпатию Пчелёнка. Часто рыдает. Любимое занятие — лепить куличики из песка. Капризная, но очень добрая и ответственная. |
| Лу́на              | Подруга Лунтика. Озорная, непоседливая, оптимистичная, любопытная. Она по-настоящему солнечное существо, хоть и с Луны. |
| Вупсень и Пупсень | Два неразлучных брата-гусеницы. У Вупсеня на слюнявчике нарисована слива, носит бандану, а у Пупсеня — вишня, носит бейсболку, повёрнутую назад, также его глаза меньше чем глаза Вупсеня. Гусеницы — вредины, хулиганы и обаятельные озорники. Часто вредят главным героям, хитрят ради получения выпечки, но со временем они стали исправляться — они всегда готовы прийти на помощь, умеют быть добрыми, всегда признают свои ошибки, и постепенно становятся лучшими друзьями Лунтика, Кузи, Милы и Пчелёнка. Заветная мечта Вупсеня и Пупсеня — стать бабочками. |
| Бабушка Капа      | Добрая пчела. Названая бабушка Лунтика. Супруга деда Шера. Очень любит готовить пироги и другую выпечку, варить варенье. Добрая, понимающая и справедливая. |
| Дедушка Шер       | Грозный шершень, военный, вышедший в отставку в генеральском чине. Названый дедушка Лунтика. Супруг бабы Капы, которая ласково зовёт его Шершулей. Любит осматривать окрестности в подзорную трубу. Иногда бывает неуклюжим и ленивым, но всегда готов встать на защиту. |
| Паук Шнюк         | Паук. Увлекается искусством — живописью, музыкой, поэзией, скульптурой, а также плетением паутины. Умеет играть на множестве музыкальных инструментов. Является приёмным дедушкой Лу́ны. Раньше его все боялись, однако теперь для всех является отличным другом и соседом. |
| Корней Корнеевич  | Дождевой червь. Шахтёр и изобретатель. Всегда ходит в жёлтой каске и очках. Может разрешить любой спор, никогда не раздражается. Рассказывает Лунтику и его друзьям научные факты. Живёт в норе, которая имеет множество тоннелей и ходов. |

### Второстепенные персонажи
| Имя                   | Описание |
| --------------------- | --- |
| Бабочки               | Обсуждают моду, любят читать журналы, иногда бывают с Элиной. Жёлтая бабочка Маргарита, Розовая бабочка Роза, и голубая бабочка Оля. |
| Элина                 | Пурпурная бабочка, взаимна на симпатию Лунтика. |
| Пиявка                | Раздражительная, вечно всем недовольная и истеричная пиявка. Со временем становится более общительной, иногда даже играет с главными героями. |
| Жаба Клава            | Жаба, имеет проблемы со связыванием слов в предложениях. Раньше вообще не умела членораздельно говорить. Дружелюбная, Лунтиком обучена правилам этикета, любит играть в мяч.                                                                                                 |
| Учительница           | Наставница в пчелиной школе и по совместительству детская медсестра. Строгая и ответственная пчела среднего возраста. Очень близорука и вынуждена носить очки. |
| Пескарь Иванович      | Рыбь-пескарь, следит за порядком, спокойствием и чистотой в пруду. Практически всегда носит цилиндр и монокль. |
| Тётя Мотя             | Неторопливая интеллигентная черепаха, близкая подруга Пескаря Ивановича. Любит праздники и умеет проводить балы. Старческий маразм её не коснулся, тетя Мотя в здравом уме и твердой памяти. Всегда готова поделиться воспоминаниями и рассказать что-нибудь интересное.     |
| Рак Чикибряк          | Трусливый (иногда раздражительный) речной рак, не любит шум, гам и суету, но при этом любит рассказывать что-нибудь интересное, добрый и справедливый. Имеет свой дом-раковину в пруду, в которую прячется в случае опасности и которой очень дорожит. Любит играть в шашки. |
| Жучки                 | Многодетная семья жуков. |
| Муравьи               | Военизированное общество муравьёв со строгой внутренней иерархией и дисциплиной. Делятся на полки, постоянно упражняются в маршировке и ружейных приемах. |
| Светлячки             | Семья Светлячков, ведут ночной образ жизни. |
| Светлячки Тим и Дина  | Самые младшие брат и сестра в семье Светлячков. Лучшие друзья Лунтика. |
| Большие Жуки          | Первое появление — 492 серия. |
| Новичок Пчелёнка Тёмы | Единственное появление в 380 серии 6 сезона «Новый друг». Дружил с Пчеленком, давал кататься ему на своем самокате. |
| Пузя                  | Двоюродный брат Кузи. Они совершенно одинаково выглядят и различаются только голосами. Пузя, как и Кузя, очень подвижный и весёлый. С Кузей ведёт себя не лучше Вупсеня и Пупсеня. Единственное появление в 396 серии.                                                       |
| Луня                  | Любимая игрушка Лунтика. Первое появление — 431 серия "Бабай". |
| Колобок               | Появился во сне Кузи. Очень смешной. Единственное появление в 412 серии «Только одну серию!». |
| Рыбы                  | Плавают в пруду. Нейтральные персонажи. |

## Актёры озвучивания
| Актёр | Роль |
| --- | --- |
| Екатерина Гороховская                                                                                              | Лунтик, Пчелёнок Тёма, муравьи, Роза, светлячихи, друзья Луни, Тим, Дина, говорящие русские буквы, Сьюзя, пчелята, муравей-повар, Маргарита, малыши Жучихи, Жуки, Младшенький |
| Анна Слынько | Лунтик, Пчелёнок Тёма, Роза, пчелята |
| Ирина Обрезкова | Лу́на, Элина, Друг Луны Жук |
| Светлана Письмиченко                                                                                               | Пчелёнок Тёма, Баба Капа |
| Елена Шульман (†)                                                                                                  | Кузя, бабушка Капа, учительница, Маргарита, мальки, мама Жучиха, малыши жучки, малыши Жучихи, Тим, Дина, рыбы, муравьи, Луня, Пузя, 114-й муравей, плавунцы, Букаша Мурашевна, мама Младшенького, Плутишки, светлячки-мальчики, бурые Жучихи, бурые жучки, малыши муравьи, мама жучка, букашки-зубастики, учительницы, Пчелёнок Тёма, Пиявка, разноцветные букашки, мамы Жучихи, мама муравьёв, Юлия, Пупсень, Вупсень |
| Юлия Зоркина | Кузя, бабушка Капа |
| Ольга Семёнова | Элина |
| Юлия Рудина | Мила, Элина, малыши жучки, малыши Жучихи, Долговязик, помощница Иллюзиониста, Донна-Лисичка, Юлия, зелёные букашки, жёлтые букашки, белые червячки, чёрные червячки, малыши-светлячки, новичок Пчелёнка Тёмы, говорящая Звезда, огромные лягушки, Капелька, Роза, Пузя, Музя |
| Олег Куликович | Вупсень, Пупсень, Колобок, муравьи, папа Жук, жёлтая гусеница, сосед Корнея Корнеевича, бурые жуки, папа Младшенького, муравей-командир, муравей-регулировщик, папа Муравья, Ляпсень, муравьи-командиры, малыш жучок, Большой Жук |
| Анатолий Петров | Дедушка Шер, паук Шнюк, Корней Корнеевич, жук-врач, Серый-Волк |
| Константин Бронзит                                                                                                 | Жаба Клава, Захар, рак Чикибряк, тётя Мотя, лягушка |
| Михаил Черняк | Читает название эпизода, рассказчик, Пескарь Иванович, тётя Мотя, рак Чикибряк, Тяпсень, Колорадо, Корней Корнеевич, Иллюзионист, муравьи, белый червячок, дикие жучки, папа Жук, папы Жуки, жучок, муравей-командир, диктор зарядки, Колорады, Большой Жук |
| Наталья Данилова                                                                                                   | Тётя Мотя, жаба Клава, лягушонок |
| Елена Соловьёва | Пиявка |
| Станислав Сергеев                                                                                                  | Большой Жук |
| Александр Боярский                                                                                                 | Паук Шнюк, дедушка Шер, читает название эпизода, рассказчик, читает посылку, Пупсень |
| Мария Цветкова-Овсянникова                                                                                         | Мила, Элина, Лунтик |
| Иван Козловский, Димитр Узунов, Евгений Вишневский (взята только их музыка в самом мультфильме они не участвовали) | Патефон |

## Эпизоды
| Сезон | Количество серий     | Количество серий в одном выпуске                                                                         | Год(ы) выхода | Художник-постановщик                                          |
| ----- | -------------------- | --- | ------------- | ------------------------------------------------------------- |
| 1     | 80 (1—80)            | по 13 серий (всего 6 выпусков) + 2 серии из выпуска 9 «Шутники»                                          | 2006—2007     | Марина Комаркевич                                             |
| 2     | 50 (81—130)          | по 13 серий (всего 4 выпуска (за исключением 2 серий выпуска 9 «Шутники», которые относятся к 1 сезону)) | 2007          | Марина Комаркевич                                             |
| 3     | 60 (131—190)         | по 12 серий (всего 5 выпусков)                                                                           | 2008          | Марина Комаркевич Татьяна Клейн                               |
| 4     | 69 (191—259)         | по 13 серий (всего 5 выпусков) + 4 бонус-серии                                                           | 2008—2009     | Татьяна Клейн                                                 |
| 5     | 62 (260—321)         | по 13 серий (1—2 выпуск); по 12 серий (3—5 выпуск)                                                       | 2009—2010     | Татьяна Клейн Ирина Фёдорова Екатерина Максименко             |
| 6     | 68 (322—389)         | по 12 серий (1—4 выпуск); по 11 серий (5 выпуск) + 9 бонус-серии                                         | 2010—2011     | Ирина Фёдорова Екатерина Максименко                           |
| 7     | 50 (390—439)         | | 2013—2014     | Екатерина Максименко Вита Ткачёва                             |
| 8     | 65 (440—504)         | | 2015—2019     | Марина Макарова                                               |
| 9     | 44 (505—548) + Спец. | | 2020—2023     | Марина Макарова Марина Громова Эдуард Янковский Олег Маркелов |
| 10    | 24 (549—572)         | | 2023—н.в.     | Эдуард Янковский                                              |

Первый сезон мультсериала создавался с конца 2005 по осень 2006 года. Технология создания — 2D-компьютерная анимация. Первый сезон транслировался с 1 сентября 2006 года по 26 января 2007 года. Количество серий — 80.
Студия «Мельница» продолжила работу над мультсериалом и начиная с конца 2006 года по лето 2007 года производился второй сезон мультсериала и трансляция началась 4 июня, а закончилась 26 октября 2007 года. Технология производства та же (2D-компьютерная анимация). Количество серий — 50.
Третий сезон начал производство в конце 2007 года. Технология производства сменилась с 2D на 3D-анимацию. Транслировался с 14 апреля по 23 декабря 2008 года. Основная часть серий была снята в 2008 году. Количество серий — 60.
Четвёртый сезон снимался в 2008—2009 годах. В данный момент этот сезон самый большой с использованием 3D-анимации по количеству серий — 69. Транслировался 4 сезон с 28 декабря 2008 по 3 июля 2009 года, с учётом бонус-серий.
Пятый сезон мультсериала снимался в 2009 году. Технология та же (3D-анимация). Транслировался с 12 октября 2009 по 22 марта 2010 года. Количество серий — 62.
Шестой сезон создавался в 2009—2011 годах. Технология — 3D-анимация. Транслировался с 23 марта 2010 по 31 января 2011. Количество серий — 68. Последние пять серий: «Телохранитель», «Сыщики», «Смекалка», «Сюрприз для бабы Капы» и «Секрет победы» должны были быть сериями нового седьмого сезона, но в связи с началом производства сериала «Барбоскины» эти пять серий вошли в шестой сезон как бонус-серии.
Спустя полтора года студия «Мельница» продолжила производство мультсериала и начала снимать седьмой сезон. Начиная с августа 2012 по мая 2013 года длилось производство седьмого сезона. Количество серий — 50. В этом сезоне меняется заставка. Первоначально транслировался с 30 мая по 21 июля 2013, а потом и с 27 ноября 2013 по 24 октября 2014 года. 7 сезон разделён на 2 части.
С августа 2014 года по 2016 год студия «Мельница» производила восьмой сезон. Вышел на Карусели. Транслировался с 7 сентября 2015 по 28 февраля 2019 года. Количество серий — 65.
С 2020 года по 2023 год «Мельница» производила девятый сезон. Премьера первого эпизода в обновлённой графике состоялась 5 марта 2020 года. А премьера второго эпизода в обновлённой графике состоялась 30 марта 2020 года. Два эпизода транслировались на «Культуре». Количество серий — 44.
В 2023 году «Мельница» производила десятый сезон. Количество серий — 24.

## Список серий

### Лунтик 2D (1—504 серии)
| Первый сезон | Первый сезон     | Первый сезон | Первый сезон    | Первый сезон                     | Первый сезон                                   | Первый сезон                                      |
| №            | Название         | Краткое описание | дата премьеры   | Автор(ы) сценария                | Режиссёры серии                                | Ведущий(е) аниматор(ы)                            |
| ------------ | ---------------- | --- | --------------- | -------------------------------- | ---------------------------------------------- | ------------------------------------------------- |
| 1            | Лунный гость     | Родившись на Луне, Лунтик сразу же падает на Землю и попадет в пруд. Его появление нарушает спокойную жизнь пруда, и паника охватывает многих его жителей. Дружелюбный Лунтик пытается разобраться, что же всех так напугало, но, похоже, от этого суматоха только усиливается. | 1 сентября 2006 | Сарра Ансон                      | Дарина Шмидт                                   | Галина Воропай                                    |
| 2            | Сон              | Кузнечик Кузя, рассматривая в подзорную трубу Луну, случайно обнаруживает Лунтика. Оказывается, Кузя ищет сны, которые приходят с Луны. | 1 сентября 2006 | Сарра Ансон                      | Дарина Шмидт                                   | Галина Воропай                                    |
| 3            | Домик            | Лунтик собирает нектар, а Пчеленок пытается понять, где же живут такие сиреневые пчелы. Потом выяснилось, что у Лунтика нет дома. И они пошли искать для него дом, но это оказывается то раковина рака Чикибряка, то домик паука… Не найдя подходящего дома, они решили сами построить шалашик и, взявшись все вместе, сделали это. | 1 сентября 2006 | Сарра Ансон                      | Дарина Шмидт                                   | Галина Воропай                                    |
| 4            | Как стать другом | Лунтик заводит друзей. Но дядя Корней сказал, что прежде чем что-то сделать, надо обдумать все хорошенько, а гусеницам вообще доверять нельзя. А Кузя все-таки знает, что для того чтобы дружить, достаточно сказать «здравствуй, друг». | 2006            | Сарра Ансон                      | Дарина Шмидт                                   | Галина Воропай                                    |
| 5            | Имя              | У Лунтика беда — у него нет имени. Он идет в пруд, ищет скорлупу яйца, из которой, когда родился, вылупился, и показывает Пескарю Ивановичу. Но оказалось, что имя — это не вещь. Потом друзья пытаются подобрать ему имя. | 2006            | Сарра Ансон                      | Дарина Шмидт                                   | Людмила Стеблянко                                 |
| 6            | Внук             | Утро в лесу. Генерал Шер осматривая окрестности в подзорную трубу и уплетает баранки. Баба Капа приносит пирог и говорит, что ей снялся сон, что у них будит гость. Шер говорит: «Какой гость, к нам уже давно не заходил. Даже внуков у нас нет». Потом замечает пустую верёвку от баранок, когда Капа говорит, чтобы он не ел баранок. Тогда тот обгрызает пирог, будто это гигантская баранка. Затем он замечает Лунтика и по указу жены несёт ему баранку. При встрече оба друг друга пугаются. Но потом встречаются на иве и знакомятся по-человечески. Так у диких пчёл появляется внук. | 2006            | Сарра Ансон                      | Дарина Шмидт                                   | Галина Воропай                                    |
| 7            | Доброе дело      | Лунтик хотел принести бабе Капе нектар и нечаянно разорвал паутину паука Шнюка. Потом попросил прощения и все исправил. А дядя Шнюк угостил Лунтика пирогом бабы Капы, ведь грустно есть даже вкусный пирог в одиночку. | 2006            | Сарра Ансон                      | Дарина Шмидт                                   | Галина Воропай                                    |
| 8            | Пиявка           | Рыбы в пруду любуются поверхностью пруда ночью, но это были круги от капель дождя и гроза. Они испугались и поплыли, задев и сорвав листик с пиявкой, и он попал на раковину рака Чикибряка. А раку нужно было менять раковину, он вышел на берег, надел новую раковину, а эту выкинул вместе с пиявкой в лужу, и ушел в пруд. Пиявка оказалась в луже. Лунтик и Кузя спасли её. | 2006            | Сарра Ансон                      | Дарина Шмидт                                   | Галина Воропай                                    |
| 9            | Одуванчик        | Лунтик узнаёт, что происходит с одуванчиками. А когда Кузя с Лунтиком хотят расчистить поле от одуванчиков для детского земляного городка, он говорит гусеницам, что эта трава вкусная и свежая. Но когда гусеницы сгрызли все стебли одуванчиков, они сказали, что эта трава горькая. Лунтик пожалел их, сказав, что они сделали доброе дело. Лунтик и Кузя, поймав летящие семечки одуванчиков, отправили их в другое место, а сами отправились на вечернее чаепитие с вареньем из одуванчиков. | 2006            | Сарра Ансон                      | Дарина Шмидт                                   | Галина Воропай                                    |
| 10           | Светлячки        | Лунтик встречается с светлячками в дождливую погоду. Они помогают ему дойти до дома, а ему непонятно, почему ничто и никто, кроме них, ярче не светится. | 2006            | Сарра Ансон                      | Дарина Шмидт                                   | Галина Воропай                                    |
| 11           | Шкатулка         | Дядя Шнюк потерял шкатулку. Лунтик отправляется её искать. Он не даёт никому, даже гусеницам, открыть её, ведь там секрет. Дядя Шнюк увидев летящую туда-сюда шкатулку, побежал к ней, а гусеницы и бабочки его испугались и разбежались. После поиска он показывает Лунтику, что там — музыка. А вот гусеницам почему-то секрет не понравился(Пупсень подтвердил слова Вупсеня, но тот не оценил его подтверждение). Наверное, они ещё не научились слушать музыку. | 2006            | Сарра Ансон                      | Дарина Шмидт                                   | Людмила Стеблянко                                 |
| 12           | Мила             | Лунтик встретил божью коровку Милу и нечаянно ломает её куличики: то жалуется, что песок не едят; то попадает по ним мячом; то приносит землю дяди Корнея и добавляет её к песку, чтобы налепить разных куличиков. А когда он, обидевшись, уходит, гусеницы тоже ломают куличики, но уже нарочно. И они даже не подозревали, что Лунтик просто хотел их проучить. | 2006            | Сарра Ансон                      | Дарина Шмидт                                   | Галина Воропай                                    |
| 13           | Что в пруду?     | Друзья Лунтика хотят знать про подводный мир. Но Пескарь Иванович боится выходить на воздух — ведь там рыбам плохо. И только дядя Рак смог выйти на берег и рассказать всё про подводный мир. | 2006            | Сарра Ансон                      | Ольга Образцова                                | Галина Воропай                                    |
| 14           | Мяч              | Лунтик учится играть в мяч. Оказывается, даже взрослые, которые выгоняли его поиграть в другом месте, не против: дядя Шнюк решил играть в мяч, дядя Корней стал судьёй, а дядя Рак — вратарём. Гусеницам хоть и свалился мяч, они не присоединились к игре, а решили идти жевать траву. Может, это намного интереснее, чем играть в мяч? | 2006            | Елена Павликова                  | Дарина Шмидт                                   | Галина Воропай                                    |
| 15           | Вниз-вверх       | Лунтик хочет высоко прыгать и летать. Даже паутина дяди Шнюка может заставить кого-либо летать. | 2006            | Елена Павликова                  | Дарина Шмидт                                   | Галина Воропай                                    |
| 16           | Носок            | Лунтик нашел белье бабы Капы, сдувшее ветром, на паутине дяди Шнюка, кроме пропавшего носка генерала Шера. Только тогда, когда дядя Шнюк дергает Шера за носок за то, что он забрался в его дом без разрешения, выясняется, что он спросонья натянул оба носка на одну ногу. Он отдал пропавший носок Шеру, что тот даже забыл про сломанное окно, но Лунтик напомнил ему об этом, подал окно, и они отправились в жилище паука его чинить. | 2006            | Сарра Ансон                      | Дарина Шмидт                                   | Галина Воропай                                    |
| 17           | Пузырьки         | Лунтик и друзья учатся пускать мыльные пузыри. И они нравятся всем, даже взрослым. | 2006            | Сарра Ансон                      | Ольга Образцова                                | Ольга Тарарина                                    |
| 18           | Камыш            | На Лунтика и Кузю падает камыш — ведь гусеницы перегрызли самый толстый стебель. А баба Капа из его пуха делает красивые подушки. | 2006            | Сарра Ансон                      | Людмила Стеблянко                              | Галина Воропай                                    |
| 19           | Пирог            | Капа улетела к сёстрам, а Генерал Шер и Лунтик остались дома одни. Она была там до вечера, так что сладкого в доме ничего не было, кроме каши на завтрак. Тогда они хотели испечь к чаю пирог, но когда засунули тесто в печку, весь дом стал в тесте. А потом все убрали и приготовили к ужину вкусный пирог(Капа сама приготовила, но лавры похвалы передала им лишь на 1 раз, ведь они так старались). | 2006            | Сарра Ансон                      | Ольга Образцова                                | Ольга Тарарина                                    |
| 20           | Роса             | Друзья хотят ночью посмотреть на того, кто «раскладывает» росу. Но дядя Корней объясняет, что это туман. | 2006            | Сарра Ансон                      | Дарина Шмидт                                   | Ольга Тарарина                                    |
| 21           | Одеяло           | Мила показывает Лунтику, Кузе и Пчелёнку своё одеяло. Ребята хотят убрать нитку, решив, что она торчит, и одеяло разорвалось на лоскутки. Потом ребята нашли их, дядя Шнюк вшил в одеяло свой носовой платок, хотя не хотел расставаться с ним, вместо пропавшего лоскутка, и оно стало ещё красивее. | 2006            | Сарра Ансон                      | Антон Рудин                                    | Галина Воропай                                    |
| 22           | Игрушка          | Дядя Шнюк разбирал вещи и обнаружил паучка, а также тетрадку со стихами. Затем дядя Шнюк разрешил Лунтику взять его игрушечного паучка и поиграть друзьям с ним. А потом, когда закончил уборку и увидел расстроенных друзей из-за того, что ножки паучка отвалились, посмеялся, ведь его игрушка была разобрана. Дядя Шнюк её собрал, а потом отдал все свои старые игрушки друзьям, и те забрали их, кроме самого памятного: тетрадки, куда в детстве он записывал свои стишки, и игрушечного паучка. | 2006            | Дарина Шмидт                     | Ольга Образцова                                | Ольга Тарарина                                    |
| 23           | Земляничка       | Лунтик и Кузя пытаются отнести земляничку друзьям. Гусеницы съедают её в разбитом состоянии, приняв за мячик. Но потом вся компания друзей ест её, только вот гусеницы заснули и о ягодах не думали. |                 | Сарра Ансон                      | Людмила Стеблянко                              | Галина Воропай                                    |
| 24           | Ручей            | Игра Вупсеня и Пупсеня привела к тому, что ручей вышел из берегов — ведь гусеницам было невозможно перейти через ручей — моста же нет. Взрослые с ребятами убрали камень, и бурный поток унёс гусениц. |                 | Сарра Ансон Михаил Сафронов      | Антон Рудин Владимир Пономарёв Кристина Кутько | Галина Воропай Надя Прокофьева Владимир Пономарёв |
| 25           | Клей             | Деда Шер сварил много клея и хотел его вынести, но боялся, что не донесет. Лунтик хотел вынести, но бочка была тяжелая, и он случайно его пролил. Гусеницы думали, что эта лужа — грязь и хотели прыгнуть через неё, но это клей. Они застряли там, ребята помогли им(Вупсень хотел наказать их за невнимательность, но Пупсень отговорил его разговорами им за доброе дело, но тот не избежал лекции как не быть «душевно слабым», но те не сказали им спасибо). |                 | Сарра Ансон                      | Ольга Образцова                                | Ольга Тарарина                                    |
| 26           | Музыка           | Все в лесу любят слушать музыку. Но дядя Шнюк говорит, чтобы они были потише — ведь они не подозревают, что мешают ему учиться играть на инструментах. А Лунтик и Кузя думают, что у него плохое настроение даже от музыки и предлагают ему все: цветочки, нектар, пирог, но ему совершенно не до подарков. А потом его музыка поднимает настроение всем жителям леса: Лунтику, Кузе, бабе Капе, пчелам и др. |                 | Марина Богданова                 | Людмила Стеблянко                              | Галина Воропай                                    |
| 27           | Блинчики         | Генерал Шер от сытости заснул и не успел объяснить Лунтику и Кузе, что значит «пускать блинчики». А потом понял, что если самые разные вещи называются одинаково, нельзя ни на что отвлекаться (несмотря ни на что). И научил Лунтика бросать плоские камушки так, чтобы они отпрыгивали от воды. |                 | Марина Комаркевич                | Антон Рудин                                    | Вера Бекелева                                     |
| 28           | Ведёрко          | Мила и Кузя строили красивую песочную башню с крышей в форме. Пиявка утащила ведёрко Лунтика. Лунтик даже не сказал ей, что унесет всего одно ведро воды, и поэтому она не хотела его отдавать. Потом она перепутала цилиндр Пескаря с ведром(у неё будет долгие объяснения с ним), и Лунтик набрал воды. |                 | Сарра Ансон                      | Ольга Образцова                                | Ольга Тарарина                                    |
| 29           | Цветок           | Пчелёнок попросил Лунтика присмотреть за цветком. А из-за вредных советов гусениц цветок мог и погибнуть. Хорошо, что Лунтик вовремя присмотрел за ним. |                 | Наталия Степанова Алина Соколова | Галина Воропай                                 | Галина Воропай                                    |
| 30           | Посуда           | Лунтик и генерал Шер моют посуду, но они её чуть не перебили. А баба Капа научила их аккуратно, не разбивая(почти, они разбили лишь 3), мыть посуду. |                 | Сарра Ансон                      | Ольга Образцова                                | Ольга Тарарина                                    |
| 31           | Мешок            | Гусеницы следят за друзьями, чтобы узнать, что ребята носят по всему лесу в своём мешке. |                 | Марина Комаркевич                | Антон Рудин                                    | Вера Бекелева                                     |
| 32           | Страх            | Лунтик и Кузя с Пчеленком хотели испугаться, а фонари погасли. А потом они представили, что могло бы с ними произойти: они же могли попасть в пруд в темноте, или в яму свалиться, или потеряться, и вообще, когда малыши гуляют, они могут запросто попасть в любую другую беду. Потом все испугались, и ребята обещали больше не гулять ночью. |                 | Андрей Чибис Дмитрий Яковенко    | Людмила Стеблянко                              | Вера Бекелева                                     |
| 33           | Зуб              | У Пупсеня заболел зуб, и друзья пытаются ему помочь. Пупсень сначала не хочет открывать рот, но Кузя его щекочет, и Лунтик накидывает зубную нить на шатающийся зуб, а ещё он не хочет отпускать лапы, когда забрался на дерево, но от смеха, что он не настолько тупой, он поскользнулся и упал вниз. Нить натянулась и вырвала ему больной зуб. Друзья обрадовались, что когда у него вырастет новый зуб, он снова может жевать траву и все прочее. Лунтик понял: зубы шатаются и выпадают, но на их месте всегда вырастают новые(но не у всех). |                 | Сарра Ансон                      | Екатерина Шрага                                | Галина Воропай                                    |
| 34           | Подарок          | Лунтик и его друзья делают подарок для генерала Шера и бабы Капы на их праздник — годовщину первой встречи. Но гусениц никто не любит, и они думают, что это ерунда, а не подарок. А праздник все-таки удался. Гусеницы думали, что подарят ерунду, но то, что они подарили, тоже оказалось подарком. |                 | Дмитрий Яковенко                 | Людмила Стеблянко                              | Вера Бекелева                                     |
| 35           | Закат            | Тётя Мотя хочет посмотреть на закат(Чикибряк порекомендовал). Все, кто её видит, принимает за чудовище. Но это ей удается, ведь дядя Шнюк положил её на прочную паутину и повесил на иву. |                 | Дарина Шмидт                     | Ольга Образцова                                | Ольга Тарарина                                    |
| 36           | Попрыгушка       | Кузя притворяется, что заболел болезнью попрыгушкой. А в конце серии заболел по-настоящему: простудой. Мила и Лунтик помогают ему выздороветь. |                 | Дарина Шмидт                     | Антон Рудин                                    | Галина Воропай                                    |
| 37           | Простуда         | Дядя Шнюк простудился и не хочет, чтобы его лечили, но Мила и Лунтик помогают ему выздороветь, а он понимает, что без лечения просто так выздороветь невозможно. |                 | Дарина Шмидт Дмитрий Яковенко    | Галина Воропай                                 | Вера Бекелева                                     |
| 38           | Трубочисты       | Лунтик и генерал Шер хотели затопить камин. Но в дымоходе что-то застряло. Дядя Шер решил слетать к трубе и вытолкнуть это что-то. Но из-за этого возникли новые неприятности: швабра упала в дымоход. А потом баба Капа затопила камин, а отмывшиеся от сажи Лунтик с Шером пили чай. |                 | Сарра Ансон                      | Ольга Образцова                                | Ольга Тарарина                                    |
| 39           | Прогулка         | Лунтик и Шнюк гуляют. Дядя Шнюк придумывает стихи, но не получается. Потом он придумал стих, а Лунтик и светлячки тоже решили придумать стихи или песенку(ну, или просто хотели ещё погулять). |                 | Марина Комаркевич                | Екатерина Шрага                                | Ольга Тарарина                                    |
| 40           | Зарядка          | Лунтик и Кузя вместе с генералом Шером делают зарядку, чтобы стать большими и сильными. |                 | Наталия Степанова Алина Соколова | Антон Рудин                                    | Ольга Тарарина                                    |
| 41           | Колодец          | Лунтик и Кузя обнаруживают колодец, про который дядя Корней забыл, после того, как его вырыл. Затем узнают, что там разговаривает эхо, а ещё там есть чистая и вкусная вода. |                 | Сарра Ансон                      | Людмила Стеблянко                              | Наталья Константинова                             |
| 42           | Невежи           | Лунтик, Кузя и Мила учат гусениц вежливости, чтобы генерал Шер разрешил им поесть пирогов. |                 | Сарра Ансон                      | Екатерина Шрага                                | Вера Бекелева                                     |
| 43           | Бутон            | Мила ела нектар в цветке, а потом уснула, а цветок тоже уснул, и она не может выбраться, но Лунтик со светлячками помогают Миле выбраться из бутона. Светлячки провожают её до дома, а Лунтик поет бутону колыбельную. |                 | Наталия Степанова Алина Соколова | Ольга Образцова                                | Ольга Тарарина                                    |
| 44           | Потоп            | Шел ночью ливень. Из-за него пруд вышел из берегов и затопил лес. Через некоторое время вода высохла в этот же день. |                 | Сарра Ансон                      | Антон Рудин                                    | Вера Бекелева                                     |
| 45           | Клава            | Лунтик встречается с жабой Клавой, которую все боятся. |                 | Дмитрий Яковенко                 | Ольга Образцова                                | Ольга Тарарина                                    |
| 46           | Бусины           | Рак хочет сыграть партию в шашки, но ему очень трудно найти партнера: одни не помнят, как играть, а другие заняты. Когда он предлагает плавунцам поиграть в шашки, они выплывают, дергают за зонтик тёти Моти, привязанный к бусам, и они распадаются. Из-за этого она и потеряла бусины. Но Лунтик нашел их все. Потом тёте Моте было приятно, что Лунтик хочет посмотреть, как она собирает из них бусы. |                 | Марина Комаркевич                | Людмила Стеблянко                              | Вера Бекелева                                     |
| 47           | Гость            | Лунтик приглашает Шнюка в гости. Но он делает все не так, как надо. А баба Капа с Шером учат его это делать. |                 | Сарра Ансон                      | Екатерина Шрага                                | Ольга Тарарина                                    |
| 48           | Не спать         | Друзьям нужно лечь спать пораньше, поскольку они завтра будут участвовать в соревнованиях, вот только Лунтик с Кузей продолжают играть, не замечая, что начинает смеркаться. Лунтик ещё вчера договорился поиграть со светлячками. Кузю и всех его друзей уже сморил сон, а он носился за ними, однако к утру упал от усталости из-за того, что не спал всю ночь. И в итоге он пропустил не только серьезные соревнования, но и праздничный пир. Он заснул днём — в самый неподходящий момент. Потом друзья решили, что те же самые соревнования и праздничный вкусный обед будут завтра, и сделали для Лунтика вывод: ночью нужно спать, тогда днем будешь чувствовать себя самым бодрым и энергичным и никакое важное событие в своей жизни не пропустишь. Лунтик это понял, решил больше ни с кем не договариваться в ночь поиграть(теперь он будет жить у Шера с Капой) и выспаться для завтрашних игр. |                 | Сарра Ансон                      | Галина Воропай                                 | Наталья Константинова                             |
| 49           | Выше солнца      | Кузя пытается перепрыгнуть солнце, но у него это не получается. А потом, когда идет небольшой дождик, образуется много луж, в них отражается солнце, и только тогда у него и друзей получается перепрыгнуть солнце. |                 | Дмитрий Яковенко                 | Галина Воропай                                 | Наталья Константинова                             |
| 50           | Долг чести       | Лунтик спасает муравьишку и тот решается отдать ему долг чести. |                 | Дмитрий Яковенко                 | Антон Рудин                                    | Вера Бекелева                                     |
| 51           | Нора             | Лунтик и Кузя хотят идти в нору, где никогда не были, — ведь и пруд, и земляничная поляна им давно знакомы и порядком надоели, — и это приводит к опасным приключениям. А потом они поняли, что там, где ни разу не был, очень опасно, и решили, что лучше играть в те игры, которые уже знакомы(если их «второе чувство» разрешит это сделать, а скука всегда их переубедит). А если задумали что-то новое, то лучше найти и спросить сопровождающего. |                 | Марина Комаркевич                | Ольга Образцова                                | Ольга Тарарина                                    |
| 52           | Это моё!         | Вупсень и Пупсень не могут поделить росток и делят все вокруг. Даже пруд чуть не поделили. Но Пиявка остановила глупых гусениц. А жаба Клава растоптала их поляну. Лунтик объяснил, что нужно было не ссориться и делить все вокруг, а поделить только росток. Гусеницы его послушались, а потом все вместе отправились приводить в порядок поляну. |                 | Сарра Ансон                      | Екатерина Шрага                                | Вера Бекелева                                     |
| 53           | Беспорядок       | В пруду Пиявка организовала музыку, так как им больше нечем было заняться. Был полный беспорядок: раскачивание раковины рака, сор и шум; и все потому, что Пескарь Иванович не выходит из дома, поскольку он искренне и от всего сердца следит за порядком, а ему никто даже спасибо ни разу за это не скажет: как только он наведёт порядок, все обидятся и уйдут по краям. Потом понял, что тут дело совсем не во внешнем виде, а в умении убедить и объяснить окружающим, как важен порядок и чистота вокруг. После этого, Шнюк сказал спасибо Пескарю. |                 | Сарра Ансон                      | Дарина Шмидт                                   | Ольга Тарарина                                    |
| 54           | Скатерть         | Лунтик и Шер хотят удалить пятно со скатерти, но испачкали её ещё хуже. А выход из этого был найден: из синьки и зеленки получился пейзаж, нужно было дорисовать облака и цветочки, а пятно чая(вместе с меткой чёрной краски) стало солнышком. После этого баба Капа все прибрала на место и решила стирать скатерть, которую ещё хотела постирать в начале серии. Вот так Лунтик и Шер поняли, что из любой ситуации можно найти выход. |                 | Сарра Ансон                      | Антон Рудин                                    | Вера Бекелева                                     |
| 55           | Пух              | В лесу появилось много пуха. Лунтик думает, что всё стало красивее, но оказалось, что пух доставляет неприятности: тяжело собирать нектар с полей, невозможно жевать траву на поляне, лепить куличики и др. И только Пескарь Иванович нашёл способ, как сделать так, чтобы пуха было меньше. |                 | Сарра Ансон                      | Галина Воропай                                 | Наталья Константинова                             |
| 56           | Звездопад        | Лунтик и Кузя хотят устроить звездопад бабе Капе. Но дядя Шнюк говорит, что звезд на земле не бывает. А Вупсень и Пупсень показывают им одну из звезд, которую сделали из фантика от конфеты. И Лунтик с Кузей вырезали звездочки из этих фантиков и устроили бабе Капе настоящий звездопад. |                 | Марина Комаркевич                | Ольга Образцова                                | Ольга Тарарина                                    |
| 57           | Вешалка          | Лунтик случайно уронил вешалку в пруд, и она напугала всех жителей пруда. Все жители пруда приняли её за чудовище. Но потом, когда Лунтик объяснил им все, они посмеялись. |                 | Сарра Ансон                      | Дарина Шмидт                                   | Ольга Тарарина                                    |
| 58           | Праздник         | Лунтик и генерал Шер нашли место для праздника цветов и решили его украсить. |                 | Сарра Ансон                      | Екатерина Шрага                                | Вера Бекелева                                     |
| 59           | Семейный портрет | Лунтик, Кузя и гусеницы испортили семейный портрет бабушки и дедушки. Пришлось дяде Шнюку рисовать новый. Он оказался лучше старого. |                 | Андрей Сазонов                   | Антон Рудин                                    | Вера Бекелева                                     |
| 60           | Паутина          | Дядя Шнюк решил, что его паутина никому не нужна — ведь неприятности происходят из-за неё, то есть она всем мешает: то кто-то влип в неё, то у кого-то что-то сломалось из-за неё. Потом Лунтик после того, как спас муравьев от беды, доказывает всем, что паутина не раз сослужит им добрую службу. |                 | Сарра Ансон                      | Людмила Стеблянко                              | Наталья Константинова                             |
| 61           | Две жабы         | Лунтик обнаруживает, что в лесу две жабы, но оказалось, что это шутка гусениц. |                 | Марина Комаркевич                | Галина Воропай                                 | Ольга Тарарина                                    |
| 62           | Ритм             | Муравьишка теряет барабан и у него больше нет шанса отбивать ритм. Потом Клава возвращает его, а друзья муравьишки тренируются отбивать ритм. |                 | Сарра Ансон                      | Ольга Образцова                                | Ольга Тарарина                                    |
| 63           | Сбежавшее тесто  | Лунтик пошёл гулять с тестом. Но оно мешало гулять, друзья унесли его домой, и когда прилетела баба Капа, они сказали, что тесто хотело убежать, но они его остановили. |                 | Дмитрий Яковенко                 | Людмила Стеблянко                              | Наталья Константинова                             |
| 64           | Семечко          | Лунтик и друзья берут семена и растят себе цветок, но у гусениц вышел сорняк. Как же его семечко попало в мешок? Лунтик огорчен, что у него ничего не выросло, но он просто не дождался, а все обрадовались ему, что у него вырос подсолнух. |                 | Сарра Ансон                      | Екатерина Шрага                                | Ольга Тарарина Вера Бекелева                      |
| 65           | Перестановка     | У Лунтика возникает идея сделать перестановку в доме Шнюка, ведь там мрачно и скучно. |                 | Сарра Ансон                      | Антон Рудин                                    | Вера Бекелева                                     |
| 66           | Стёклышко        | Деда Шер отвинчивает от своей подзорной трубы стёклышко и даёт его Лунтику. Но последний нечаянно роняет стёклышко в пруд. |                 | Сарра Ансон                      | Галина Воропай                                 | Наталья Константинова                             |
| 67           | Игра             | Вроде бы Лунтик уже выздоровел, но дома посидеть пока все ещё нужно. Болезнь не совсем отступила. Кузя не оставит Лунтика одного(но пришлось спрятаться от бабы Капы, иначе Кузя больше не поиграет с ним, никогда), они играют во всякие игры, а завтра уже могут идти гулять. |                 | Кирилл Глезин                    | Екатерина Шрага                                | Вера Бекелева                                     |
| 68           | Жара             | Лунтик и друзья ищут способ спастись от страшной жары. Оказалось, что бассейн в тени, построенный всеми вместе — отличный помощник для взрослых и ребят чтобы избежать жары. |                 | Сарра Ансон                      | Ольга Образцова                                | Ольга Тарарина                                    |
| 69           | Кораблик         | Лунтик и Кузя решили отправиться в плавание и начинают для этой цели делать кораблик. |                 | Наталия Степанова Алина Соколова | Дарина Шмидт                                   | Наталья Константинова                             |
| 70           | Табурет          | У дяди Шнюка сломался табурет, и он его выкидывает. Потом, когда думает, о чём написать стихи, у него болит спина оттого, что он сидит на сундуке, и он понимает, что сломанные вещи нельзя сразу выкидывать: нужно попробовать их подремонтировать. Поэтому он забирает себе выброшенный табурет и чинит его. |                 | Сарра Ансон                      | Людмила Стеблянко                              | Наталья Константинова                             |
| 71           | Поход            | Лунтик и друзья пошли в поход, но взяли слишком много вещей. Из-за этого им было тяжело подниматься в гору, даже камни и ямы мешали. Потом друзья решили найти место получше, затем эти вещи в походе подняли им настроение. |                 | Сарра Ансон                      | Антон Рудин                                    | Вера Бекелева                                     |
| 72           | Урок             | Лунтик пошёл на урок вместо Пчелёнка, а Пчелёнок прогулял урок. Из-за этого Пчелёнок выбирал для сбора пыльцы неправильный цветок или пыльцу. Так он понял, что нельзя, чтобы за тебя кто-то ходил на уроки. |                 | Дмитрий Яковенко                 | Екатерина Шрага                                | Вера Бекелева                                     |
| 73           | Прятки           | Друзья неправильно объяснили Лунтику, как играть в прятки: нужно прятаться так, чтобы тебя никто не нашел и долго искал. В результате, Лунтик прятался ото всех подряд, даже от тех, кто в прятки с ним вовсе не играет. И все волновались за него. Потом все успокоились, ведь Лунтик запомнил правила(а они надолго запомнили), и могли пить чай. |                 | Ольга Образцова                  | Ольга Образцова                                | Ольга Тарарина                                    |
| 74           | Карта            | Лунтику, Кузе и Миле попалась карта. Друзья решили отправиться на поиски клада с её подсказками. |                 | Елена Павликова                  | Галина Воропай                                 | Ольга Тарарина                                    |
| 75           | Яблоко           | Лунтик и Муравьишка отправляются добывать яблоко. Лунтик говорит, что никогда не видел яблок. Они стучали по дереву, ведь яблоко не падало, и куча яблок свалилась на землю. Лунтик перед муравьями извинился, что хотел попробовать яблоко. |                 | Елена Павликова                  | Дарина Шмидт                                   | Вера Бекелева                                     |
| 76           | Все вместе       | Лунтик, Кузя, Пчелёнок хотели прыгать, летать и плавать, чтобы спасти всех от бед. Но поскольку они были не все вместе, у них ничего не получалось. И только когда они спасали сдувавший ветром венок Милы, поняли, что лучше быть всем вместе, и все получилось: Лунтик был хорошим пловцом и достал очки из пруда для учительницы пчёл, Пчелёнок умел летать и повесил качели жучкам, а Кузя умел прыгать и помог дяде Корнею достать ягоду. Хорошо, когда рядом есть друзья, которые могут делать то, что тебе не под силу: вместе они одолеют любые сложности. |                 | Марина Комаркевич                | Антон Рудин                                    | Вера Бекелева                                     |
| 77           | Лук              | Корней Корнеевич даёт Лунтику половину луковицы. Последний удивляется, почему все плачут. Но потом баба Капа объясняет ему, что лук щиплет глаза, поэтому, как оказывается, слёзы других были не от грусти. |                 | Сарра Ансон                      | Ольга Образцова                                | Ольга Тарарина                                    |
| 78           | Сюрприз          | Лунтик делает всем сюрприз. Но для того чтобы он получился, нужно чтобы что-то было не только приятным, но и неожиданным. |                 | Кирилл Глезин                    | Екатерина Шрага                                | Наталья Константинова                             |
| 79           | Выставка         | У Вупсеня и Пупсеня получились хорошие фигуры из травы. Лунтик хочет загородить гусениц забором, чтобы к ним никто не заходил — ведь Лунтик поломал чучело Пупсеня. |                 | Марина Комаркевич                | Людмила Стеблянко                              | Наталья Константинова                             |
| 80           | День рождения    | У Лунтика День Рождения, и он хочет посмотреть все заранее. Но друзья не любят показывать недоделанную работу. Тогда он пошел к колодцу и набрал воды — это было его задание. В это время подошел Кузя и сказал, что уже все готово. Все обрадовались и сели за стол. |                 | Сарра Ансон                      | Галина Воропай                                 | Галина Воропай                                    |

| Второй сезон | Второй сезон     | Второй сезон | Второй сезон                     | Второй сезон    | Второй сезон                        |
| №            | Название         | Краткое описание | Автор(ы) сценария                | Режиссёр серии  | Ведущий(е) аниматор(ы)              |
| ------------ | ---------------- | --- | -------------------------------- | --------------- | ----------------------------------- |
| 81           | Шар              | Лунтик и Кузя отправляются в путешествие на воздушном шаре. Но потом понимают, что летать на нитке шара очень опасно, а в корзине — безопасно. | Сарра Ансон                      | Антон Рудин     | Ольга Тарарина                      |
| 82           | Сальто           | Деда Шер хочет показать Лунтику настоящее тройное сальто. | Татьяна Горбушина                | Ольга Образцова | Ольга Тарарина                      |
| 83           | Смельчаки        | Лунтик и Кузя хотели вернуть мяч Миле, но в том месте, куда залетел мячик, рос мышиный горошек, и горошины, созревая, вылетали из стручков как снаряды. Лунтик и Кузя испугались, оберегаясь горошин, зато потом спасли мячик и оказались не трусами, ведь смелый — это не тот, кто не боится, а тот, кто побеждает свой страх. | Виктор Перельман                 | Елена Галдобина | Ольга Тарарина                      |
| 84           | Фотографии       | Лунтик фотографирует друзей, но фотографии получились плохо: кто-то подпрыгнул, а кто-то прикрыл себя. А это не беда: этих же друзей можно сфотографировать ещё раз. | Дарина Шмидт                     | Екатерина Шрага | Наталья Константинова               |
| 85           | Куклы            | Лунтик с Кузей отказываются играть с Милой в «больницу» и она делает из травы кукол. Потом, когда бабочки ломают кукол, они решили снова играть в «больницу», только теперь Кузя стал доктором вместо Милы. | Дарина Шмидт                     | Антон Рудин     | Вера Бекелева                       |
| 86           | Гроза            | Дядя Шнюк страшно боялся грозы, но с помощью Лунтика преодолел боязнь, а во время непогоды плел свою паутину дома. | Дарина Шмидт                     | Фёдор Дмитриев  | Наталья Константинова               |
| 87           | Танцы            | Лунтик и деда Шер устраивают праздник танцев. Всех побеждают гусеницы, получают в качестве приза учебник танцев и благодаря нему учатся танцевать. | Дарина Шмидт                     | Галина Воропай  | Вера Бекелева                       |
| 88           | Потеря памяти    | Вупсень теряет память и говорит «не знаю», но потом яркое воспоминание помогает ему вернуть память. | Андрей Сазонов                   | Ольга Образцова | Ольга Тарарина                      |
| 89           | Мальки           | Малькам в пруду не с кем играть. Но Лунтик, когда все были заняты, нашел пустырь в пруду, так что в пруду было и с мальками весело, и всем спокойно. | Сарра Ансон                      | Екатерина Шрага | Ольга Тарарина                      |
| 90           | Круговорот       | Лунтик и Кузя идут к пруду, чтобы спастись от жары и видят, что воды стало меньше. Дядя Корней объяснил, что это из-за солнца, ведь вода попросту испаряется. | Алина Соколова                   | Елена Галдобина | Наталья Константинова               |
| 91           | Не подходи       | Генерал Шер простудился, кашляет, чихает и может заразить кого угодно, кто очень близко подойдет к нему. Лунтик идет гулять, пока идет лечение, но вот что обнаруживает: оказывается, заразиться можно не только гриппом или другой простудой, но и заразными бывают плохие привычки и черты характера. Он и Кузя стараются убегать от жадных гусениц, сварливой Пиявки и хвастливых бабочек, чтобы не заразиться от них и не стать обладателем скверного характера и плохих манер. Но когда они приходят домой и рассказывают всю эту историю бабе Капе, она объясняет, что это не заразно. Это только грипп и простуда могут быть заразными. Всем, кто придет домой, особенно Лунтику и Кузе, она советует держаться подальше от больного. Потом она дает им пирог, Лунтик и Кузя делят его на всех и теперь могут спокойно гулять. | Анна Соснора                     | Галина Воропай  | Вера Бекелева                       |
| 92           | Мухомор          | На дорожке вырос большой мухомор. Лунтик предупреждал гусениц, что этот гриб — мухомор, и он опасный, но гусеницам любые предупреждения нипочём, и они начали его есть, поэтому генерал Шер спилил этот гриб. Вместо этого гриба появился грибок-беседка. Удобно и оригинально. | Фёдор Дмитриев                   | Фёдор Дмитриев  | Наталья Константинова               |
| 93           | Краски           | Лунтик пытается рисовать, но у него краски всего трех цветов. Оказалось, что все другие цвета можно получить из этих трех. | Татьяна Ионова                   | Антон Рудин     | Вера Бекелева                       |
| 94           | Фейерверк        | Гусеницы без спросу запустили фейерверк генерала Шера. Лунтик и Кузя запрещали им это делать, но гусеницам предупреждения кажутся смешными и нелепыми. А когда видят, что все страдают от взрывов ракет, понимают, что делать это можно только со взрослыми. | Марина Комаркевич                | Ольга Образцова | Ольга Тарарина                      |
| 95           | Роль             | Каждый из друзей сыграл спектакль для всех. Но зрители не досмотрели его, когда злая жаба хотела тронуть принцессу, ведь Кузя хотел играть в мяч, а принцесса Мила отказалась. А когда Лунтик спас принцессу от злого кузнечика-монстра, зрители досмотрели эту роль в спектакле. | Татьяна Ионова                   | Екатерина Шрага | Ольга Тарарина                      |
| 96           | Фокусник         | Лунтик просит генерала Шера объяснить ему, как он показал фокус, чтобы потом самому показать трюк друзьям. | Сарра Ансон                      | Галина Воропай  | Вера Бекелева                       |
| 97           | Поэма            | Дядя Шнюк написал поэму. Но её унесло ветром. Друзья собрали унесенные ветром листки и сделали из них бумажные игрушки. Но их пришлось отдать и развернуть, ведь там была написана поэма дяди Шнюка. Потом вечер поэта состоялся. | Татьяна Ионова                   | Ольга Образцова | Ольга Тарарина                      |
| 98           | Волшебный сироп  | Мила проигрывает в баскетбол, но сироп бабы Капы сотворил чудо(но дело в другом, а сироп — просто пробудило) и Мила выигрывает. | Наталия Степанова Алина Соколова | Елена Галдобина | Наталья Константинова               |
| 99           | Горшочек         | Лунтик разбил горшочек и пытается сделать новый. Признавшись Шеру, что он нечаянно его разбил, когда убирал лестницу, а при этом горшочек упал и разбился, они решили, что теперь будут лепить их вместе. | Наталия Степанова Алина Соколова | Фёдор Дмитриев  | Наталья Константинова               |
| 100          | Горошек          | В лесу все надевают одежду в горошек, чтобы поддержать Милу. Бабочки огорчаются, что у них нет ничего в горошек, а тётя Мотя удивляется, что у неё одежда в клеточку. Главное, чтобы наряд нравился тебе самому. | Анна Соснора                     | Екатерина Шрага | Ольга Тарарина                      |
| 101          | Две башни        | Лунтик и Кузя соревнуются, кто лучше построит башню. Лунтик строит долго, но основательно, а Кузя быстро и непрочно. Сначала Мила решает, что победил Кузя, а произошло непредвиденное: башня развалилась, но потом решила, что Лунтик. По его приказу все строили башню вместе и главное — не спеша. | Сарра Ансон                      | Антон Рудин     | Вера Бекелева                       |
| 102          | Инструменты      | Деда Шер сломал стол. Лунтик сбегал к Корнею Корнеевичу за инструментами. Но у Шера и Лунтика ничего не получалось и Шер подумал, что инструменты плохие. Стук мешал спать Шнюку, он сходил за Корнеем и тот помог сделать стол. Главное, это не инструменты, а умелые руки. Стол не удалось затащить в дом. | Александр Богданов               | Галина Воропай  | Вера Бекелева                       |
| 103          | Букашки          | Лунтик неосмотрительно приютил дома жучков-древоточцев. А потом они вернулись в лес, где множество ненужных пеньков. | Сарра Ансон                      | Ольга Образцова | Ольга Тарарина                      |
| 104          | Ссора            | Мила и Пчелёнок поссорились из-за того, что она попросила его помочь донести большой букет цветов, а он отказался, сказав, что сейчас надо собирать нектар, потом помирились и обещали больше никогда не ссориться. | Марина Комаркевич                | Галина Воропай  | Наталья Константинова Вера Бекелева |
| 105          | Комната смеха    | Гусеницы жевали траву и обнаружили в траве кривых гусениц. Друзья тоже обнаружили себя кривых, но посмеялись, выяснив, что это капли росы, а из них получилась самая настоящая комната смеха. | Анна Соснора                     | Антон Рудин     | Вера Бекелева                       |
| 106          | Короткий путь    | Лунтик и Кузя хотят догнать Милу и Пчелёнка, срезав путь, но этот путь не такой уж и короткий. | Татьяна Ионова                   | Елена Галдобина | Наталья Константинова               |
| 107          | Легко и высоко   | Мила по совету бабочек собралась голодать, чтобы летать легко и высоко. Потом упала в обморок, её накормили хорошо, и она стала летать лучше бабочек, ведь хороший аппетит этому не помеха. | Анна Соснора                     | Екатерина Шрага | Ольга Тарарина                      |
| 108          | Блеск            | Лунтик начищает до блеска все подряд. Но всем не по душе от этого, ведь не все вещи можно так чистить. Потом у него оказывается полно старых вещей под водой, которые можно начистить до блеска, а главное — все этому только рады. | Сарра Ансон                      | Фёдор Дмитриев  | Ольга Тарарина                      |
| 109          | Мечта            | Вупсень и Пупсень мечтают стать бабочками. Лунтик захотел помочь им осуществить эту мечту. | Александр Богданов               | Ольга Образцова | Ольга Тарарина                      |
| 110          | Кактус           | Вупсень и Пупсень хотят сфотографировать цветущий ночью кактус. Вупсень расстраивается, что его кактус не зацвел. И только светлячки помогают зацвести кактусу, а Лунтик его фотографирует. | Анна Соснора                     | Екатерина Шрага | Ольга Тарарина                      |
| 111          | Красота          | Бабочка хвасталась своей красотой, но испачкалась и стеснялась всех. А после того, как спасла Кузю, поняла, что главное — не внешняя красота(второе — помогло обрести популярность). | Сарра Ансон                      | Антон Рудин     | Вера Бекелева                       |
| 112          | Следы            | Лунтик представляет, каким он будет, когда станет взрослым, и делает большие следы. Все, обнаружив эти следы, думали, что это было чудище, но оказалось, что это мечта Лунтика. | Анна Соснора                     | Елена Галдобина | Ольга Тарарина                      |
| 113          | Крылья           | Бабочки хвастаются всем своими крыльями. Но, когда девочки попадают под дождь, Лунтик и Кузя всё-таки пускают их домой. | Дмитрий и Наталья Захаровы       | Ольга Образцова | Ольга Тарарина                      |
| 114          | Ветка            | Лунтик и Кузя хотят доказать гусеницам, что они и без помощи взрослых могут справиться с трудностями(но оказалось зря). | Сарра Ансон                      | Галина Воропай  | Вера Бекелева                       |
| 115          | Плакса           | Мила плачет из-за пустяков, а Лунтик и Кузя отучили её от этого, показав на своем примере, как это глупо. | Анна Соснора                     | Фёдор Дмитриев  | Вера Бекелева                       |
| 116          | Шутники          | Гусеницы шутят над Лунтиком, Кузей и Милой, устраивая им разные неприятности. Но когда гусеницы упали в яму, Лунтик всё-таки ночью освобождает их. | Анна Соснора                     | Екатерина Шрага | Ольга Тарарина                      |
| 117          | Индейцы          | Кузя падает в бочку с красной краской. После этого, он встречает Лунтика, Пчелёнка и Милу и выдаёт себя за настоящего вождя индейцев. | Анна Соснора                     | Ольга Образцова | Ольга Тарарина                      |
| 118          | Притворщики      | Гусеницы маялись от скуки уже который час. Все были заняты своими делами, и никому до них не было дела. Тогда, чтобы на них обратили внимание, они притворились, что у них болят животы. Но когда они вскочили и бросились в погоню за жабой Клавой, забравшей корзинку с ягодами, и съели их с большим аппетитом, выяснилось, что они притворщики. Все поняли, что они сделали это потому, что им было скучно, и нужна компания. У них оказалось полно дел, и им уже не пришлось скучать до самого вечера. | Дмитрий и Наталья Захаровы       | Галина Воропай  | Вера Бекелева                       |
| 119          | Заигрались       | Баба Капа попросила Лунтика набрать воды, чтобы успеть к ужину с пирогами. Она даже предложила пригласить кого-нибудь помочь. Лунтик набирал воды, думая, что можно позвать любого из друзей, кроме спящих Тима и Дины. Вдруг он обнаружил, что в домике горит свет, оказалось, что они играют в настольную игру. Он присоединился к ним и всё позабыл. А ведь Бабуля ждала его, он ушёл ещё днём и до сих пор не вернулся. Она и Шер стали думать, что с ним что-то случилось, и с фонариками отправились на поиски. Когда они всё-таки нашли его по голосу в домике Светлячков, он похвастался им своей победой, но они не обрадовались, ведь они так переживали, а он ещё и в игры играет. Лунтик расстроенно извинился, что больше так не будет. Затем отправился в дом спать, а Капа с Шером перед сном играли в ту же настольную игру(оказалось, эта проблема заразительна), и Шер выиграл. Он предложил ещё одну партию, чтобы посмотреть, сможет ли Капа обыграть его. | Анна Соснора                     | Елена Галдобина | Ольга Тарарина                      |
| 120          | Отдых            | Пиявка отдыхает у берега, но ей всё-время мешают и с помощью Лунтика она пытается найти более спокойное место. Все места на суше неспокойны, и она решает отдыхать в пруду, а Лунтик принес воды для бабы Капы и пошел к друзьям играть. | Сарра Ансон                      | Антон Рудин     | Вера Бекелева                       |
| 121          | Любопытство      | Деда Шер с пчелами тайно готовят праздник мёда, но Лунтик и Кузя пробираются к засекреченному месту и случайно ломают автомат для раздачи мёда. Им приходится всё чинить и убирать. Праздник мёда удался на славу, Лунтику и Кузе понравился мёд на этом празднике. | Сарра Ансон                      | Фёдор Дмитриев  | Ольга Тарарина                      |
| 122          | Настоящие друзья | Гусеницы поссорились, а потом, попав в беду, помирились и тем самым спасли сами себя. | Анна Соснора                     | Екатерина Шрага | Вера Бекелева                       |
| 123          | Кран             | Лунтик хочет помогать муравьям строить, ведь муравьев в лесу мало, чтобы доносить бревна, и нужен помощник также по ношению грузов к подъемному крану. Но особенно ему нравится их кран, очень высокий механизм, и ему хочется покрутить хотя бы разок ручку крана. Но муравьи подробно объясняют Лунтику, что у них каждый делает своё дело. Работа на время приостановлена — трудолюбивые муравьишки решили передохнуть и пообедать. А вот Лунтик остается в раздумье… Он залез в кран, покрутил ручку, тот завертелся, затем умчался и чуть не разбился. Потом Лунтик решил, что больше не будет вмешиваться не в свои дела, и велел разрешить помогать муравьям строить. Муравьи были не против такой работы: им нужно принести ещё брёвен. Лунтик, конечно, сильнее муравьев, каждый может принести пользу, но только на своем месте. | Сарра Ансон                      | Антон Рудин     | Вера Бекелева                       |
| 124          | Ловушка          | Лунтик и Кузя случайно находят дом букашек и проваливаются туда. Но потом чинят и пьют вместе со всеми чай с вареньем из одуванчиков. | Анна Соснора                     | Ольга Образцова | Ольга Тарарина                      |
| 125          | Лабиринт         | Лунтик и Кузя играли в мяч Кузи, и он улетел. Они хотели вернуть мяч, но в том месте, куда залетел мяч, был лабиринт. Они заблудились там. Их спас Корней Корнеевич. | Александр Богданов               | Екатерина Шрага | Ольга Тарарина                      |
| 126          | Колесо           | Лунтик играл вместе с друзьями в жмурки и натолкнулся на колесо. Они его и к колодцу прилаживали, и делали солнечные часы, и Кузя катался на нём, а гусеницы сделали из него весёлую карусель. | Сарра Ансон                      | Галина Воропай  | Вера Бекелева                       |
| 127          | Телефон          | Лунтик с Кузей помогали Корнею Корнеевичу доносить мешок с корнями и открыли новое полезное изобретение — телефон. Они сделали его и провели ко всем, проверили, что он работает, а вот гусеницы баловались с ним. Клава отобрала у них телефон, начала гоняться за ними, чтобы съесть. В результате их никто не услышал. Потом все открыли трубки, баба Капа позвала всех на чай с пирогами, а гусеницы с тех пор отлично усвоили, что вещью надо пользоваться аккуратно и правильно. | Александр Богданов               | Елена Галдобина | Ольга Тарарина                      |
| 128          | Икота            | Лунтик начал икать, друзья пытались ему помочь, но ничего не получилось и они обратились за помощью к бабе Капе. Когда она сказала, что надо делать сначала вдох и выдох, а потом запить горячим чаем, икота прошла. Они могли снова идти гулять. А на будущее Лунтик усвоил, что во время еды ни в коем случае нельзя торопиться, иначе, икота будет длиться долго. | Дмитрий и Наталья Захаровы       | Ольга Образцова | Ольга Тарарина                      |
| 129          | Дверь            | Лунтик и Кузя играли в мяч на соседней полянке. Пришел Корней Корнеевич. Он попросил их проветрить его хранилища с семенами и корнями, пока его не будет, ведь его старый друг заболел, и он решил его навестить. Увидев самую маленькую дверь, они решили узнать, что там. Потом выбрались оттуда и решили, что теперь всегда будут слушаться взрослых. | Сарра Ансон                      | Фёдор Дмитриев  | Ольга Тарарина                      |
| 130          | Весёлая работа   | Лунтик случайно рассыпал семена муравьёв, играя в жмурки с друзьями. Потом все весело собрали эти семена и заслужили награду: яблоко, в которое можно играть, как в мяч. | Алексей Аношкин                  | Антон Рудин     | Вера Бекелева                       |

| Третий сезон | Третий сезон         | Третий сезон | Третий сезон                      | Третий сезон      | Третий сезон           |
| №            | Название             | Краткое описание | Автор(ы) сценария                 | Режиссёр серии    | Ведущий(е) аниматор(ы) |
| ------------ | -------------------- | --- | --------------------------------- | ----------------- | ---------------------- |
| 131          | Каша                 | Лунтик узнаёт, что такое каша. Но когда он открыл одну из кастрюль, то увидел, что там что-то горькое и зелёное. В конце серии выясняется, что каша была вовсе не горькой, а это был отвар из горькой травы, который баба Капа приготовила для простывшего генерала Шера. | Дарина Шмидт                      | Антон Рудин       | Ольга Тарарина         |
| 132          | Самый-самый          | Гусеницы выбирают самого сильного, ловкого, умного. Но они жульничали: Пупсень бросил кепку с камнем под ноги Лунтику, чтобы выиграть, и тогда бы думали, что они лучше всех. Получается, что они просто обманщики. | Андрей Сазонов                    | Елена Галдобина   | Вера Бекелева          |
| 133          | Пропажа              | Гусеницы поссорились из-за травы, но дяде Корнею это надоело и сказал им уйти на другую поляну, раз ничего полезного не делают. Гусеницы сказали, что ещё покажут дяде Корнею, что они ничего не делают. Тем временем, Кузя решил поиграть в сыщика и искал пропажу. Но вот дела! У дяди Корнея пропали очки! Кузя с Лунтиком решили поискать его очки и спросили кого он видел. Дядя Корней сказал, что только видел гусениц, они шумели и решил их прогнать. Кузя нашёл улику, откусанный кусок травы. Значит, они точно были у норы дяди Корнея. Лунтик и Кузя расспросили своих друзей и все доказательства указывали на гусениц. Друзья решили поймать гусениц и вернуть очки, но вот так сюрприз! Очки были всё время на голове у дяди Корнея и он сам забыл, что он их положил(у друзей будет долгие извинения над гусеницами). | Татьяна Клейн                     | Ольга Образцова   | Ольга Тарарина         |
| 134          | Бал тёти Моти        | Тётя Мотя, проснувшись утром, читала книгу про то, как она танцевала в молодости в своём летнем домике. Она решила снова так танцевать и пригласить гостей на свой бал. Вместе с Лунтиком она пошла в свой летний домик, но он то был сломан и тогда она поняла, что танцевала она здесь уже давно. Тётя Мотя решила починить домик, но не получилось это сделать: дом развалился, и тётя Мотя очень расстроилась. Лунтик всем сообщил по телефону, что нужно построить тёте Моте новый домик. Новый домик построен и тётя Мотя снова почувствовала себя молодой. | Сарра Ансон                       | Фёдор Дмитриев    | Вера Бекелева          |
| 135          | Облачко              | Дядя Шнюк помыл испачканную шаль и повесил сушиться, а сам ушёл писать письмо бабушке. Лунтик и Кузя мечтали о том, чтобы к ним спустилось облачко. Но оказалось, что это шаль — подарок для бабушки. Дядя Шнюк развернул её и обрадовался. | Сарра Ансон                       | Екатерина Шрага   | Вера Бекелева          |
| 136          | Недоразумение        | Лунтик и Кузя договорились встретиться около ручья на восходе солнца, но Лунтик проспал. Он пошёл искать Кузю. Тем временем гусеницы взяли кораблик Лунтика и хотели отправить плавать его по ручью. Кузя, увидев, что Лунтик сломал кораблик, решил больше с ним не дружить. Дядя Корней, узнав, что Кузя обиделся, даже не слушая Лунтика, отчитал его за такой поступок: объяснил, что сначала нужно выяснить, в чём дело, а потом делать выводы. Тем временем Лунтик починил кораблик и объяснил Кузе, что это не он, а гусеницы запускали его без разрешения. Кузя извинился за Лунтика и понял, что нужно было не обижаться, а выслушать друга и постараться его понять. | Сарра Ансон                       | Елена Галдобина   | Вера Бекелева          |
| 137          | Водолаз              | Дядя Шнюк получил письмо от своей бабушки. А там написано, чтобы он нарисовал подводный мир. Но Шнюк боится воды. Лунтик и Кузя убедили Шнюка, что не надо её бояться, и Дядя Шнюк нарисовал напольные часы с маятником, а около них пескаря с мальками. Теперь у него есть то, что можно послать бабушке. | Александр Богданов                | Галина Воропай    | Вера Бекелева          |
| 138          | Червячок             | Прошёл дождь, и все муравьи заняты спасением муравейника от затопления. Каждый муравей чем-то занят, и им не хватает рук присматривать за муравьиными яйцами. Лунтик хочет им помочь, и его назначают присматривать за муравьями. Вскоре ему стало скучно, и он решил поиграть с яйцами — построил их, как солдат. Увидев, что Лунтик не отнёсся к своему долгу достаточно серьёзно, 114-й муравей пытается остановить его, но весь «строй» падает, и одно яйцо укатывается куда-то в траву. Лунтик отправился на розыски, но вместо яйца обнаруживает маленького белого червячка. Он продолжает поиски, но червячок хочет кушать, и Лунтик решает отнести его домой. Тем временем, пропажу замечает командир муравьёв и отчитывает Лунтика за то, что он не проследил за яйцами. Но хоть он и не принёс яйцо, оказывается, что он принёс вылупившегося из него муравья-малыша — это и был червячок. Командир предлагает Лунтику поработать для червячка няней, и тот соглашается. Лунтик действительно оказался хорошей няней. Он вёл себя ответственно и следил за малышом очень внимательно. | Сарра Ансон                       | Антон Рудин       | Вера Бекелева          |
| 139          | Корзинка             | Ребята случайно сломали корзинку бабы Капы. Сначала Лунтик очень огорчился, но успокоившись ему пришла в голову мысль. Он решил сделать для бабушки новую корзинку. Она будет даже лучше и прочнее прежней. Дядя Корней решил помочь неуклюжему Лунтику, но он не хочет следовать совету мудрого червяка. Он хочет сплести самую сложную корзинку и как можно быстрее. Но у него и друзей ничего не получается, ведь для того, чтобы сделать что-то качественное и красивое, нужно время и вдохновение, и торопливость здесь только навредит и помешает. Затем они делали самую простую корзинку и очень долго, но основательно, и она получилась отличной. Теперь можно было идти играть в прятки, а к любому делу относиться с любовью и терпением. | Александр Богданов Галина Воропай | Галина Воропай    | Вера Бекелева          |
| 140          | Прогулял             | Пчелёнок летит в школу и видит, что друзья играют в свои личные игры. Ему нерадостно, что друзья ещё маленькие и в школу не ходят, а ему надо учиться. Кузя предложил Пчелёнку немножко поиграть, а потом лететь в школу, чтобы чуточку опоздать. Он думал про игры и про то, что ничего страшного не случится. Но тут произошло непредвиденное: гусеницы съели все цветы с песочного замка Милы, Пчелёнок, узнав об этом, полетел к скале, встал на цветок, и прилип к нему. Оказалось, что он прогулял урок и не знал, что это — цветок-липучка, очень опасное растение. После этого Пчелёнок решил больше не прогуливать уроки, а играть после них, а может, и в другое время, да и выходные не за горами(если она их разрешит, даже про выходные). | Фёдор Дмитриев                    | Фёдор Дмитриев    | Вера Бекелева          |
| 141          | Гигантюра            | Лунтик и Кузя пускали «блинчики» лучше всех, разговаривая о том, сколько у каждого получилось блинчиков. Тут они увидели дядю Шнюка и спросили, что у него. Это миниатюры, то есть маленькие картинки. Лунтик решил, что они красивые и предложил устроить выставку. Но Кузе не нравилось в них только то, что они очень маленькие: все в очередь встанут, чтобы разглядеть, будут толкаться. Тогда Лунтик предложил нарисовать большую картину, чтобы все увидели издалека, дядя Шнюк принёс разноцветные краски, кисточки и большой кусок холста. Затем он нарисовал местность, себя и его друзей. Лунтик и Кузя даже придумали новый жанр — гигантюра, потом повесили её на дерево. | Александр Богданов                | Ольга Образцова   | Ольга Тарарина         |
| 142          | Список               | Лунтик увидел, как баба Капа составляет список дел, которые ей нужно сделать сегодня. Лунтик решил тоже свой список составить: поиграть в жмурки, мяч, полепить куличики, покататься с горки и навестить Клаву. Лунтик в жмурки играл медленно и на обед опоздал. Затем он начал делать всё побыстрей, но когда уже почти все дела он сделал, уже было время ужинать и Лунтик не доделал до конца свои дела, а только устал от них. Баба Капа сказала, что он просто запланировал слишком много дел, а Капа написала в список то, что сможет сделать хорошо, а если не успеет, то откладывает на следующий день. Лунтик понял и уже на следующий день друзьям показал список игр, которые Лунтик знает и может играть в них, когда захочет: 1 игру перед обедом и 1 — перед ужином на выбор. | Александр Богданов                | Екатерина Шрага   | Вера Бекелева          |
| 143          | Аппарат              | У деды Шера день рождения. Пчелята ему подарили аппарат для торта, но Капа уже замесила тесто для своего торта. Лунтик и Шер начали готовить торт и у них получился красивый замок. Гости сели за стол, попробовали торт, но он оказался невкусным, и поэтому никому не понравился. Всем казалось, что праздник испорчен, но баба Капа успела приготовить свой торт и всем он очень понравился. | Валерия Туманова                  | Елена Галдобина   | Ольга Тарарина         |
| 144          | Варенье              | Капа и Шер улетели по делам, а Лунтик решил приготовить варенье, так как оно закончилось. Он нашёл книгу с рецептами, но ничего в ней не понял, так как не умел читать и не мог прочитать рецепт. Однако это умел Кузя, поэтому Лунтик пошёл искать его. По пути Лунтик встретил Вупсеня и Пупсеня. Он попросил гусениц прочитать рецепт, но они вместо этого рассказали выдуманный рецепт. Они сказали, что для варенья нужно собрать одуванчики, крапиву и водоросли. Лунтик позже нашёл Кузю и рассказал ему рецепт, и друзья пошли за ингредиентами. Они набрали одуванчиков, нарвали с помощью листьев жгучей крапивы и вырвали в пруду водоросли, побеспокоив этим Пиявку. Далее Лунтик с Кузей пошли в иву и начали всё это варить. Было понятно, что варят они совсем не земляничное варенье. Тем временем домой вернулись Капа и Шер и попробовали это. Выяснилось, что Лунтик и Кузя приготовили зелёные щи. Потом гусениц поблагодарили за новый рецепт(правда, сами приготовить они не смогут чтобы на всех хватило). | Андрей Сазонов                    | Галина Воропай    | Вера Бекелева          |
| 145          | Один дома            | Мы все такие разные: кто-то любит шумно и весело проводить время в компании, а кому-то по душе уединение и тишина. Но очень трудно распознать настроение близких. Так Лунтик и друзья думают, что пауку Шнюку тоскливо в одиночестве, когда всё-таки потом узнают, что ему нравится одному в тишине. | Дарина Шмидт                      | Фёдор Дмитриев    | Ольга Тарарина         |
| 146          | Забота               | Баба Капа заболела. Лунтик, проснувшись, узнаёт об этом. Шер просит его позавтракать и подождать его дома, а сам летит за цветками липы. Лунтик ведёт себя тихо, не шумит. За ним приходят друзья, и он просит их быть потише. Решив, что нужно так, они хотели пойти гулять, однако Лунтик не мог: нужно было ждать дедулю, чтобы вместе с ним лечить бабулю. Потом друзья чего только не делают: и чай заваривают с вареньем и мёдом, которым Лунтик поит Капу с ложечки, и, когда им хочется кушать, готовят обед, который баба Капа тоже получает от Лунтика. Тем временем прилетает уставший генерал Шер и удивляется, как Лунтик соблюдал тишину, даже, когда Капа встречает его, он думает, что её заставил подняться шум, однако она объясняет, что это забота Лунтика, даже благодарит друзей за помощь ему. Потом все вместе заварили и пили липовый чай. | Сарра Ансон                       | Антон Рудин       | Вера Бекелева          |
| 147          | У меня получится     | Как ловко и красиво гусеницы катаются на скейте! Они словно парят в воздухе, взлетают, потом опускаются и совсем не падают. Гусеницы будут выступать на празднике мёда со своей спортивной программой. Лунтик смотрит на них с восхищением. Вот бы ему так же здорово научиться кататься на скейте! Он пробует и… У него, к большому сожалению, ничего не получается. Он падает с горки. Потом он просит друзей помочь овладеть скейтбордом. Однако он всё ещё постоянно падает, да еще в придачу ломает скейт. Может, лучше сразу отказаться от этого безнадежного замысла? Но Лунтик не отчаивается и не теряет веру в себя и свои силы. Он упорно и старательно тренируется. В сумерки и в непогоду. Лунтик падает и вновь поднимается. Он идёт к намеченной цели и в итоге добивается успеха. Он выступает на празднике мёда даже лучше Вупсеня и Пупсеня. | Валерия Туманова                  | Елена Галдобина   | Ольга Тарарина         |
| 148          | Под воду             | Кузе захотелось осваивать новое для него подводное пространство. Ведь там так красиво и интересно! Поэтому Кузя выпросил у Шнюка его водолазное снаряжение и в сопровождении Лунтика отправился под воду. Однако это оказалось не столь просто и легко, как казалось вначале. Ведь на глубине все не так, как на земле. Там и движешься по-другому, и приключения неожиданные случаются. Кузя и представить не мог, как ему придётся трудно. Да, не зря говорят: в гостях хорошо, а дома — лучше. | Сарра Ансон                       | Екатерина Шрага   | Ольга Тарарина         |
| 149          | Мирный путь          | Гусеницы отобрали у Лунтика кораблик. Кузя заставляет Лунтика усердно заниматься боксом для учёбы драке, чтобы забрать у гусениц кораблик, но Корней Корнеевич предлагает решить всё мирным путём. Тем временем ребята видят попавших в паутину вместе с корабликом Лунтика гусениц, и те соглашаются на то, чтобы запускать его вместе. Ребята высвобождают гусениц и нечаянно рвут паутину Шнюка. Гусеницы просят его не бить их и тоже решают проблему мирным путём: чинят паутину. Потом все вместе запускают кораблик и радуются. Постоять за себя и за других очень важно, но драться для этого вовсе не обязательно. | Александр Богданов                | Галина Воропай    | Вера Бекелева          |
| 150          | Регулировщик         | Муравей (регулировщик движения), увидев Лунтика, смотрящего на муравьёв, носящих разные вещи, упал и ушиб колено. Лунтик решил регулировать движение вместо него. Когда пришли гусеницы, он попросил их перейти на другую сторону по сигналу, но те не хотели ждать сигнала, а хотели пройти без очереди. Потом они отбирают свисток и палку, балуются на перекрёстке и оказываются в клубке колючих веток, в результате чего их кладут на носилки. Кузе не хотелось, чтобы Лунтик целыми днями стоял на одном месте и регулировал движение, но Мила объяснила ему, что Лунтику это очень нравится. Тем временем шли перебинтованные и на костылях гусеницы. Теперь они дождались разрешения Лунтика. | Ольга Образцова                   | Ольга Образцова   | Ольга Тарарина         |
| 151          | Шашки                | Дядя Рак говорит Лунтику, что ему не с кем в шашки сыграть — ведь одни заняты, а другие — не умеют, и Лунтик хочет научиться играть в шашки. Потом Рак идет на лекцию, Лунтик решает сыграть один. Вдруг приходит Кузя. Сказав Лунтику, что это скучная игра, он решил изменить правила. Теперь своими шашками надо сбивать чужие. Две шашки падают на голову Чикибряку, и он, выплывая на сушу, видит, чем занимаются ребята. Они извиняются и решают поиграть по правилам. Рак соглашается, и они весь вечер играют партию за партией. | Александр Богданов                | Антон Рудин       | Вера Бекелева          |
| 152          | Полёты               | Вупсень и Пупсень ищут землянику. Внизу нет ни одной ягоды, однако наверху есть одна. Быстрее гусениц туда добираются бабочки. Они заставили бабочек отдать землянику, но бабочки улетели. Вупсень с Пупсенем теперь хотят научиться летать. Просто спрыгивая с горы, гусеницы думают, что научатся, однако Лунтик, увидев эти попытки, решает им помочь. Они распрыгиваются на цветке и летят. Этот вариант был также неудачен. Поэтому Лунтик решает сделать им крылья из травы. У них всё отлично получается. Вупсень гоняется за бабочками, а Пупсень пытается сорвать землянику. Через время они устали, упав друг на друга и полетев на землю. Лунтику же, сказав, что они больше не хотят летать, и земляника эта им не нужна. Когда Лунтик ушёл, гусеницы взяли землянику и начали есть. Вупсень сказал, что когда-нибудь догонит тех бабочек, но уже когда станет бабочкой. | Дарина Шмидт                      | Екатерина Шрага   | Ольга Тарарина         |
| 153          | Картошка             | Корней Корнеевич нашёл настоящее сокровище. Под этим сокровищем подразумевалась картошка. Он рассказал это Лунтику и Кузе, а те в свою очередь Пчелёнку и Миле. Гусеницы подслушали разговор и решили съесть всю картошку. Ребята же решили её охранять, а когда свечерело, остался лишь Лунтик. Всю ночь гусеницы и Лунтик спали. Однако утром Вупсень и Пупсень заметили, что Лунтик спит. Они залезли на куст и съели все ягоды. Ребята это заметили, но гусеницы сказали, что картошка совсем не вкусная. Приходит Корней Корнеевич и говорит им, что картошка это не ягоды, картошка лежит под землёй. Ребята все вместе начинают копать картошку, а позже все едят уже сваренную картошку. | Сарра Ансон                       | Галина Воропай    | Вера Бекелева          |
| 154          | Чего хотят гусеницы? | Трава была горькой, поэтому гусеницы, как только начинали её жевать, сразу выплевывали. Затем они идут к ручью купаться и слышат, как все любят друг друга: Капа с Шером дают Лунтику теплые пирожки, Шнюк хвалит Кузю на уроке рисования, Пчелёнок дарит Миле красивый цветок. Они огорчились, что всех любят, а их нет, и решили устроить всем пакости. Только один Лунтик понял, чего же хотели гусеницы, и принес им пирожки с игрушкой. | Валерия Туманова                  | Елена Галдобина   | Ольга Тарарина         |
| 155          | Маляры               | Шер красил полы в доме, а Капа выжимала сок из чистотела. Лунтик принёс Шеру воды из колодца. Потом баба Капа с Шером отнесли чистотел в кладовку. Тем временем Лунтик красил полы, чтобы доказать, что он — настоящий маляр. Но Капа сказала, что генерал Шер уже всё покрасил, и ему ещё представится такая возможность, вот только когда? Итак, чтобы не дышать краской, Капа с Шером улетели в гости к соседнему улью, а послушный Лунтик ушёл играть к Кузе, но вот незадача: мячик остался дома. Пока они его доставали, они случайно испортили свежевыкрашенный пол. Потом пошли в кладовку, искали краску, но банка с краской такого цвета была пуста. Кузя заставил взять бочку, они начали красить пол, но следы все равно были заметны, а всё потому, что это была не краска, а сок чистотела. Затем они пошли отмываться, но, услышав голоса Капы и Шера, пошли в дом и объяснили им всё. Пришлось перекрашивать полы в доме. Вместе с Кузей у них представилась возможность не только покрасить пол, как настоящие маляры, но, и когда они подошли к делу ответственно, стать настоящими малярами. | Сарра Ансон                       | Алексей Аношкин   | Ольга Тарарина         |
| 156          | Признание            | Миле кажется, что она не нравится Пчелёнку потому, что ей он никогда не сочинял стихотворения о любви. Лунтик решил пойти к Пчелёнку и чтобы он ей сочинил стихи и подарил цветок. Лунтик помог ему сочинить стихотворение, но вместо цветка у Пчелёнка оказалась палка. Он подошёл к Миле и подарил эту палку, а стихотворение и вовсе забыл. Мила заплакала, но на палке вырос красивый цветок и тогда она поняла, что Пчелёнок ей нравится. | Валерия Туманова Фёдор Дмитриев   | Фёдор Дмитриев    | Ольга Тарарина         |
| 157          | Критика              | Лунтик и Кузя нарисовали по картине с изображением ивы. Капа и Шер их похвалили, но Шнюк почему-то раскритиковал их. Кузя обижается и считает, что паук просто находится в плохом настроении и не видит всей прелести рисунков(такое оклеветание — плохая примета). А вот Лунтик считает критику Шнюка вполне справедливой. Он отправляется к Шнюку и просит его указать на другие ошибки в картине, чтобы потом их не допустить. Лунтик понимает, что учтя все недостатки, он нарисует картину еще лучше и красивее. Тем более, ребята хотят показать свои картины всему лесу. Лунтик трудится весь день, чтобы его картина вышла как можно лучше. Жители приходят на выставку. Они довольны картиной Кузи, а картина Лунтика приводит их в восторг. Потом приходит Шнюк и достойно оценивает картину Лунтика. Кузя тоже теперь не прочь, чтобы его картину покритиковали. | Дарина Шмидт                      | Антон Рудин       | Вера Бекелева          |
| 158          | Магнит               | Лунтик и Кузя бегали, веселясь, и нечаянно задели цветок, на котором сидел дядя Шнюк, шьющий иголкой. Затем они пошли её искать, но не могли найти. Появился дядя Корней и спросил, почему они к нему не обратились, ведь у него для таких случаев есть магнит, который притягивает железо. Кузя решил, что эта штука подойдёт, ведь иголка как раз железная. Потом они с его помощью нашли иголку и вернули её Шнюку. Он очень обрадовался помощникам. Но тут магнит попал в руки гусеницам, пока ребята отложили его. Магнит был очень сильным и притягивал не только иголку, и так гусеницы добаловались, что оказались в куче железа. Потом они вернули все потерянные вещи хозяевам и теперь наконец-то поняли, что с магнитом нужно быть осторожнее. | Александр Богданов                | Екатерина Шрага   | Вера Бекелева          |
| 159          | Игра в кольца        | Генерал Шер подарил Лунтику увлекательную игру, где надо метать кольца на меткость. Лунтик решил поиграть в кольца у пруда. За его игрой наблюдали мальки, и им тоже захотелось поиграть, но они не могли метать кольца из воды. Тогда они стали прыгать через них. Вскоре заявились Мила и Кузя. Кузе тоже захотелось поиграть в кольца, но Лунтик еще не доиграл с мальками. Играть хотели и Кузя, и мальки, причём они хотели, чтобы Лунтик не играл с другим. Они стали ссориться и попросили Лунтика сказать, с кем он хочет играть. Но Лунтик не мог так играть, ведь все они — его друзья, и ушёл. Мила сказала, что Кузя и мальки вместе обидели Лунтика, и полетела к нему, чтобы попросить вернуться. Когда он вернулся, мальки и Кузя пошли друг другу на уступки, но Лунтик придумал, как играть в кольца всем вместе. И в самом деле — настоящие друзья всегда могут придумать такую игру, чтобы всем было весело и никто не обижался. | Владимир Буряк                    | Галина Воропай    | Вера Бекелева          |
| 160          | Незнакомец           | Лунтику очень понравилась Элина и он начал добиваться её внимания. Бабочка же не обращала на него внимания, ведь ей гораздо интереснее было рассматривать с подружками журналы, где на одной из страниц был изображён красивый незнакомец. Лунтик решает переодеться в такого незнакомца. Тогда «незнакомец» и Кузя проходят мимо бабочки, а она подходит и хочет с ними знакомиться. Кузя говорит, что это незнакомец, который прибыл с далёкого острова. Тогда Элина захотела прогуляться с ним: они гуляли по лесу, качались на качелях, плавали по пруду на лодке, однако, потом незнакомец случайно упал в воду, и оказалось, что это Лунтик. Элина обижается на него, ведь Лунтик обманул её. На следующий день подружки-бабочки начинают рассказывать Элине о новых журналах, но она сказала, что с ними неинтересно, сама же пошла к Лунтику, чтобы тот снова покатал её на качелях. | Елена Галдобина                   | Елена Галдобина   | Вера Бекелева          |
| 161          | Не с той ноги        | У деда Шера плохое настроение из-за того, что встал не с той ноги. Лунтик решил спросить друзей — какое у них настроение и с какой ноги они встали. Он пошёл к Кузе, Миле, Пчелёнку и гусеницам, но никто не помнит кто с какой ноги встал, но у всех настроение хорошее. И тогда они решили договориться завязать повязкой ту ногу, на которой кто встал на следующий день. А в этот раз у всех перевязаны разные ноги и разное настроение и начали спорить — с какой ноги лучше вставать? Корней Корнеевич объяснил, что «встал не с той ноги» означает, что у человека плохое настроение, а настроение зависит от разных вещей. | Татьяна Горбушина                 | Ольга Образцова   | Ольга Тарарина         |
| 162          | Уборка               | Лунтик и Кузя играют. Баба Капа просит их убраться. Они играют и спрашивают у Милы, можно ли взять её куклу. Она дает им, они устраивают беспорядок и не могут найти куклу, а Мила уже пришла за куклой. Они делают уборку, и кукла нашлась. | Александр Богданов                | Екатерина Шрага   | Ольга Тарарина         |
| 163          | Рыцарь               | Лунтик хочет стать рыцарем. Но оказывается, что дело рыцаря не только размахивать мечом. Лунтик спас муравейник от гибели и оказался настоящим рыцарем, а муравьи о его подвиге сложили песни и легенды. | Сарра Ансон                       | Галина Воропай    | Вера Бекелева          |
| 164          | Звёздочка            | Лунтик и Кузя хотят взять звёздочку с неба. Они над воздушным шаром повесили сетку, чтобы та поймала её, но не получилось, зато жаба Клава, когда Кузя зажёг факел, приняла звёздочку за настоящую, подружилась с Лунтиком и Кузей, и в следующий день уже играла с ними. | Фёдор Дмитриев                    | Фёдор Дмитриев    | Ольга Тарарина         |
| 165          | Бессонница           | Дядя Шнюк не может заснуть из-за незаконченных стихов: то дома не может подобрать рифму, то на улице. Но колыбельная Лунтика подсказывает ему рифму для стиха и, наконец, Шнюк может сладко заснуть. | Александр Богданов                | Елена Галдобина   | Ольга Тарарина         |
| 166          | Шишка                | Лунтик, Мила и Пчелёнок рассматривают книжку и видят в ней красивую шишку. Проходящий мимо Кузя замечает друзей и тоже её видит. Ему говорят, что шишку просто так не достать, так как она растёт в лесу, куда без взрослых нельзя и где никто из ребят не был. Кузя утверждает, что с лёгкостью сможет сходить в лес и принести оттуда шишку. Пчелёнок и Мила пытаются отговорить кузнечика от этого, называя его хвастуном, но Кузя всё же решается пойти в лес и даже берёт с собой Лунтика. Кузя и Лунтик пробираются сквозь траву и листья к лесу. Пробираются довольно долго, и Кузя считает, что стоит вернуться обратно, но Лунтик уговаривает его идти дальше. Позже друзья замечают засохший куст и забираются на него. С него они видят и иву, и тот самый лес, который уже недалеко. Они собираются продолжить путь, но тут начинается ветер, который сдувает ребят с ветки, они падают на «горку» и скатываются с неё прямо к лесу. Кузя пытается понять, где находятся шишки, и тут Лунтик предполагает, что шишкой является то, на что кузнечик приземлился. Кузя соскакивает с неё и удивляется её размеру. Друзья видят, что висящие на деревьях шишки выглядят маленькими, но лезть до них им предстоит весь день. Тут поднимается ветер, и множество шишек падает с веток вниз. Лунтику и Кузе приходится спасаться и укрываться у ствола, так как шишки такие же огромные и падают прямо на них. К счастью, друзья остаются целыми, а вокруг них лежит много шишек. Мила и Пчелёнок пытаются сделать шишечку из ракушек и палки, но у них всё сыпется. Тут Пчелёнок замечает огромную шишку, которая катится прямо на них. Он говорит об этом Миле, и они отлетают в сторону. Тут они слышат за шишкой голоса Лунтика и Кузи, ребята опять за что-то зацепились и не могут пройти вперёд. Мила и Пчелёнок хвалят Кузю за смелость и предлагают найти аленький цветочек, что растёт на лугу. Кузя отказывается, говоря, что не будет ходит туда, где ничего не знает, что лучше туда сходить со взрослыми и что он не хвастун. Вместо этого он предлагает покушать орешки из шишки, а сам он расскажет о его с Лунтиком приключениях в лесу. После этого ребята начинают поедать большую шишку. | Сарра Ансон                       | Антон Рудин       | Вера Бекелева          |
| 167          | Тарелка на память    | Лунтику и Кузе надоели девчачьи игры. Они решили катапультировать камни с помощью ложки, а в качестве мишеней использовать тарелки. Но от игр тарелки были побиты, ложки погнуты, в результате пришлось есть кашу с вареньем из кастрюли по очереди. А потом пришлось просить Корнея Корнеевича сделать новую посуду: 8 новых тарелок из глины и 8 новых ложек из металла. Лунтик попробовал, было, слепить тарелку сам, но раздосадовался, подумав, что из неё невозможно будет есть. Однако Корней убедил его, что получилась тарелка на память, достаточно посмотреть на неё и вспомнить. После сделал ребятам замечание, что посуда — это не игрушки. Дядя Корней, конечно, прав, а Лунтик с друзьями теперь не забудут, для чего нужна посуда. | Татьяна Горбушина                 | Ольга Образцова   | Ольга Тарарина         |
| 168          | Мармелад             | Лунтик подарил бабочке мармелад. Но гусеницы тоже его захотели и решили испортить новый мармелад Лунтика. На самом деле он предназначался для них самих, но Вупсень и Пупсень об этом не знали. Они испортили мармелад, но потом поняли, что сами должны его съесть. Вот так гусеницы сами себя наказали. | Галина Воропай                    | Галина Воропай    | Вера Бекелева          |
| 169          | Горка                | Гусеницы не умеют кататься с горки и хотят доказать, что горка неправильная. Потом извиняются за такую ошибку, просят Лунтика и Кузю принести насос Корнея Корнеевича, затем те смывают грязь с горки. | Александр Богданов                | Екатерина Салабай | Вера Бекелева          |
| 170          | Трусишка Вупсень     | Вупсень боится прыгать с горки на батут и решил остальным тоже не давать прыгнуть. | Фёдор Дмитриев                    | Фёдор Дмитриев    | Ольга Тарарина         |
| 171          | Затмение             | Вупсень и Пупсень пропускают солнечное затмение из-за того, что невнимательно слушали дядю Корнея: они спрятались под землёй, и даже не знают, что следующее будет только через сто лет. | Андрей Сазонов                    | Екатерина Шрага   | Ольга Тарарина         |
| 172          | Концерт              | На балконе Лунтик с Кузей играют в настольную игру, а Шер ставит на проигрыш одну из пластинок. Он зовёт Капу, и пчёлы начинают танцевать. Именно эту музыку они слушали на концерте с настоящим оркестром и были бы рады снова услышать её вживую. К сожалению, неизвестно, приедет ли оркестр когда-либо в лес. Тут Лунтик с Кузей решают сами сыграть музыку вместо оркестра. Они уверены, что получится у них не хуже, а инструменты они попросят у Шнюка. На полянке расположено четыре стула с четырьмя инструментами. Лунтик, Кузя, Мила и Пчелёнок решают разобрать инструменты. Мила берёт гитару, Кузя трубу, Лунтик гармошку, а Пчелёнку достаётся роль дирижёра, он тоже нужен в оркестре. Остаются тарелки, которые сразу забирают пришедшие Вупсень и Пупсень. Они начинают тренироваться на своих инструментах, и это уже доставляет неудобства жителям ивы. Ребята начинают первый прогон и сразу понимают, что что-то у них не выходит. Мила и Лунтик не играют на своих инструментах, так как не могут в них разобраться. Им предлагают потренироваться на них отдельно, и вскоре они готовы присоединиться к оркестру. Ребята играют второй раз, и взрослые уже не выдерживают и идут разбираться. Пока они идут, ребята пытаются понять, как добиться хорошего звучания, поэтому Пчелёнок становится трубачом, а Кузя дирижёром. На полянку приходят взрослые и спрашивают в чём дело. Ребята объясняют им, что хотят устроить им концерт, а чтобы музыка хорошо зазвучала, им надо сменить роли. Шнюк объясняет детям, что для игры на музыкальных инструментах надо долго учиться, а заодно показывает, как хорошо умеет играть на трубе. Шнюк предлагает детям научить их играть так же, и они с радостью соглашаются. Вскоре они устраивают классный концерт. | Елена Галдобина                   | Елена Галдобина   | Ольга Тарарина         |
| 173          | Обещание             | Корней видит Лунтика и просит его помочь. Дело в том, что у червяка упали в колодец инструменты, которыми ему нужно починить трубу, и только Лунтик может их достать. Лунтик согласен помочь, но сперва ему нужно отнести ведро с нектаром бабе Капе, однако он даёт обещание, что вернётся. Лунтик выполняет поручение Капы, и та усаживает его обедать — она приготовила вкусную кашу. Пока семья обедает, в дупло приходит Кузя и просит Лунтика помочь ему в игре в мяч против Милы и Пчелёнка. Лунтик уходит играть. Корней тем временем испытывает трудности — сломанная труба начинает разваливаться. Винты постепенно вываливаются, и из отверстий под них брызжет вода. Лунтик и его друзья увлеклись игрой в мяч. Но тут на поляну начинает капать вода. И это не дождь, а прорыв трубы Корнея Корнеевича. Лунтик понимает, в чём дело, и бежит к червяку. Он останавливает воду каской и прыгает в колодец, а друзья его страхуют. Лунтик достаёт все инструменты и благополучно вылезает из колодца. Корней чинит трубу, и в доме Капы наконец работает водопровод. Лунтик извиняется за то, что вовремя не пришёл, но Корней всё равно благодарен ему за помощь, так как он всё же вспомнил об обещании. Друзья возвращаются к своей игре. | Антон Рудин                       | Антон Рудин       | Вера Бекелева          |
| 174          | Обмен                | Пупсень и Вупсень украли у Лунтика мяч и взамен требуют пирогов бабы Капы. Они пригрозили, сказав, что лопнут мяч, если увидят хоть одного взрослого. Лунтик и Кузя пытаются потихоньку стащить пирожки. Однако взрослые застают друзей за кражей, ребятам приходится всё честно рассказать, и тогда генерал Шер решает проучить гусениц, чтоб они раз и навсегда запомнили, что шантаж — это плохо. В свою очередь, Лунтик и Кузя поняли, что в трудных ситуациях всегда лучше посоветоваться со взрослыми. | Александр Богданов                | Антон Рудин       | Вера Бекелева          |
| 175          | Котелок              | Какая вкусная сегодня каша получилась у бабы Капы. Лунтику захотелось съесть всю кашу и не оставить ни одной ложки. Он даже решил весь котелок вылезать. Но голова у Лунтика в этом самом котелке и застряла! Дёргал-дёргал голову Лунтик, но обратно она вылезать не собиралась. И тут, как назло, дома никого не было — ни бабы Капы, ни дедушки Шера. Кто ж Лунтику поможет теперь? Не будет же он вот так всегда с котелком на голове ходить. Неудобно всё-таки, да и друзья засмеют. Долго размышлять не приходиться, пора звать кого-нибудь на помощь. Лунтик отправился на поиски того, кто поможет ему освободиться и вновь обрести нормальный вид. Да, немало забавных приключений пришлось ему пережить. Его испугалось немало жителей, а гусеницы вообще над ним посмеялись. Не помогло рисование счастливого личика на котелке. К счастью, Пчелёнок предложил помазать края котелка маслом. Так удалось освободить голову Лунтика. | Дарина Шмидт                      | Галина Воропай    | Вера Бекелева          |
| 176          | Плохая примета       | Играя в мяч, Лунтик и Кузя увидели дядю Рака который сказал ребятам, что чёрный червячок — плохая примета. Ребята испугались и решили больше не играть на этой поляне, но по дороге им как раз и встретился этот червяк. Лунтик и Кузя начали убегать. Когда червячок окружил ребят, Кузя кинул в червячка репейник, червячку было больно и он заплакал. Лунтику стало его жалко и, не обращая внимания на какую-то примету, Лунтик подошёл к нему. Оказалось, что червячок просто хотел поиграть с ребятами и шёл за ними, а Лунтик и Кузя убегали. История закончилась тем, что червячок стал другом Лунтика и Кузи. | Дарина Шмидт                      | Екатерина Шрага   | Ольга Тарарина         |
| 177          | Непослушные плавунцы | Лунтик заходит в пруд и обнаруживает, что там проходит генеральная уборка. Весь пруд поделён на участки, где кто-то чем-то занят. Лунтик доходит до участка Пиявки, которая не может заставить работать своих подопечных — плавунцов. Она просит Лунтика помочь поймать непосед, и ему удаётся поймать одного из них. Пиявка начинает строго отчитывать его за непослушание. Плавунец плачет и говорит, что хочет играть, что ещё больше сердит Пиявку. Тут у Лунтика появляется идея. Он говорит плавунцам, что хочет с ними поиграть. Он начинает изображать кран и убирает небольшой мусор. Плавунцам очень весело за этим наблюдать. Когда Лунтик находит бревно и не может его поднять, он зовёт на помощь плавунцов. Они с радостью приплывают и, вцепившись друг в друга, с лёгкостью поднимают бревно. После этого Лунтик предлагает плавунцам поиграть в уборочную машину. Плавунцы формируют кузов машины и помогают убрать участок. В конце серии Пескарь Иванович хвалит Пиявку и её команду за самый чистый участок и спрашивает, как у них это получилось. Лунтик отвечает, что они просто поиграли. | Фёдор Дмитриев                    | Фёдор Дмитриев    | Ольга Тарарина         |
| 178          | Тяжёлый день         | Лунтик и Кузя собрались в лес за спелой душистой земляникой. Но, как нарочно, по дороге за ягодой им попадаются те, кому срочно требуется помощь. Это рыбы-соседи, которые чистят пруд; Корней Корнеевич, который в одиночку перетаскивает тяжелые мешки с зерном в подземное хранилище и Мила, мимо которой не пройдёшь. Ей тоже нужна помощь. И Лунтик с Кузей никому не отказывают — помогают, конечно же. И вот уставшие друзья понимают, что сочной землянички им сегодня уже не отведать. Ладно, решают они, в следующий раз… Когда друзья возвращаются домой, в иву стучатся, и на пороге появляется корзина земляники. Это сюрприз от Чикибряка, Корнея и Милы, которым Лунтик с Кузей сегодня помогли. | Павел Васильев                    | Екатерина Салабай | Ольга Тарарина         |
| 179          | Обманщики            | Гусеницам было скучно и они решили всех обманывать. Сначала переполошили всех криками: «Пожар!», взорвав дымовой гриб. На их вопли сбежались все соседи, но со временем выяснилось, что никакого пожара нет, а все эти крики чья-то глупая и злая шутка. Потом они посмеялись и решили продолжить недоброе развлечение: ещё раз позвать на помощь, когда Вупсень тонет. Сначала, увидев, что Вупсеня нет в пруду, все сгоряча подумали, что он утонул, но опять выяснилось, что у них всё в порядке. Потом Вупсень начал падать в обрыв, Пупсень побежал на помощь, но поскольку он обманывал уже два раза, ему никто не поверил и не пришёл на помощь. Однако Лунтик, услышав крики Вупсеня, попробовал достать Вупсеня с помощью травинки, но было тщетно. Тогда он позвал на помощь взрослых, и они вытащили его из обрыва. А гусеницы навсегда усвоили, что никогда нельзя звать на помощь в шутку. | Елена Галдобина                   | Елена Галдобина   | Вера Бекелева          |
| 180          | Без правил           | Утро. Лунтик просыпается и идёт завтракать. Он выглядит вялым, так как не сделал зарядку и не умылся. Дело в том, что он и Кузя договорились запускать кораблики на воде, а на небе уже скопились огромные тучи, и нужно успеть до дождя. Тем временем, в дом заходит Кузя и говорит Лунтику, чтоб тот поторопился. Капа и Шер возмущены: Лунтик не умылся, не позавтракал, а уже идёт на улицу. Они заставляют Лунтика выполнить все утренние обязанности… Кузя решает, что можно это всё выполнить быстро. Так, Лунтик плохо чистит зубы, делает зарядку на ходу. Шер заставляет его с Кузей сделать всё тщательно, на что у друзей уходит немало времени. Потом друзья съедают по пирожку и спешат на улицу, но там уже началась настоящая гроза. Дети злятся на правила, так как они бесполезны и только мешают. Тут Шер решает принять радикальные меры — он объявляет Лунтику и Кузе день без правил. Друзья прыгают от радости и бегут в свою комнату. Капа очень взволнована, но Шер её успокаивает — всё под контролем. Тем временем Лунтик и Кузя наслаждаются своим днём без правил. Они бегают по комнате, прыгают на кровати и играют в кубики и мяч, из-за чего в комнате начинается полный хаос. Потом они решают выйти из комнаты и начинают развлекаться на кухне. Они устраивают потоп на кухне и запускают там кораблики, а также запасаются едой и идут обратно к себе. Когда друзья возвращаются в свою комнату, там уже идёт самый настоящий дождь. Друзья не останавливаются — они разбрасываются едой и подушками. Наконец, дети ложатся на кровать, чтоб отдохнуть от веселья. Только тогда они осознают, что произошло. Стало так холодно и мокро. А у Кузи даже заболело горло. Капа и Шер, наблюдающие за происходящим через подзорную трубу, решают прервать эксперимент… Лунтик и Кузя лежат в комнате. Они серьёзно заболели. Впрочем, они поняли, к чему приводит отсутствие правил, и пообещали всегда их выполнять. | Сарра Ансон                       | Ольга Образцова   | Ольга Тарарина         |
| 181          | Выдержка             | Баба Капа приготовила завтрак для всех, а генерал не удержался и съел все пирожки, испеченные для завтрака. Тогда он решил устроить испытание: не есть ничего вкусного до самого вечера. Но Шеру очень хочется что-нибудь съесть, и он никак не может отвлечься. Тогда они решили прогуляться, но вот что обнаруживают: куда ни посмотришь, все кушают и предлагают тебе это попробовать(не зря, что некоторые места — не подходят для задания на выдержку). Поэтому они ушли домой, и баба Капа дала им задание — убрать дом. Когда они закончили уборку, наступил вечер, и настало время ужинать. Ужин роскошный, но тут они понимают, что их ждёт самое трудное испытание: как бы не сорваться и не съесть всё, что положено на тарелки. | Сарра Ансон                       | Антон Рудин       | Вера Бекелева          |
| 182          | Аромат               | Нежные ароматы пыльцы разных цветов, которую используют и хвалят бабочки, очаровывают Лунтика. Тогда он, подобно бабочкам, решает найти свой аромат, и вот ему попадается на глаза подходящий цветок — багульник. Лунтик очень хочет, чтобы от него исходил приятный лёгкий аромат. Позже он отправляется к друзьям, чтобы они оценили его вкус. Однако все, кого он встречает по пути: пчелята, гусеницы, жучки и даже Мила с Кузей, ведут себя как-то странно и почему-то всегда отворачиваются от Лунтика. Неужели с ароматом наш герой не угадал? Дело в том, что Лунтик переборщил с ароматом, и, хоть он и приятный, в больших количествах слишком резкий, поэтому никому не приятен. Лунтик смывает аромат в пруду. | Дарина Шмидт                      | Екатерина Шрага   | Ольга Тарарина         |
| 183          | Жёлтые листочки      | В лесу наступила осень, листья и стебли цветов желтеют, но Лунтик думает, что они заболели. Потом, когда рассказывает бабе Капе и деду Шеру всю эту историю, они объясняют, что кустики и цветы не больны, а просто наступила золотая осень: в это время природа готовится ко сну, ей надо отдохнуть, а перед тем, как снять свои зеленые одежды, она раскрашивает их в разные цвета, и просят его посмотреть, как это красиво. | Сарра Ансон                       | Екатерина Салабай | Вера Бекелева          |
| 184          | Первый снег          | Лунтик хочет выйти на улицу, не дождавшись, когда зима кончится через 3 месяца, но баба Капа говорит ему, что наступила зима. А Лунтик тайком вышел на улицу и потом позвал всех своих друзей. Потом баба Капа связала теплую зимнюю одежду для всех, чтобы Лунтик с друзьями теперь могли гулять даже зимой. | Сарра Ансон                       | Елена Галдобина   | Ольга Тарарина         |
| 185          | Зимовье гусениц      | Гусеницам лень идти к себе домой по зимнему лесу, поэтому они решают напроситься в гости к Лунтику, который как раз проходил мимо. Баба Капа и Шер были не против, но как только гостям разрешили остаться, начались проблемы. Сначала они съели все угощения, ни с кем не поделившись, а когда Капа принесла ещё тарелку, мгновенно очистили и её. И мало того, стали возмущаться, что у хозяев мало еды. Баба Капа приготовила ещё специально для них, но не успевала она принести очередные пирожки, как гусеницы уже съедали их и требовали ещё. Конечно, такое поведение посчитали очень невоспитанным. Но когда они без спросу согнали Лунтика и Шера с кресел, терпение последнего лопнуло и он выгнал невоспитанных гостей. Тогда Лунтик решил пристроить гусениц к Шнюку. Он был не против, только гусеницы не должны шуметь. Вупсень и Пупсень улеглись на кровать паука, а он продолжил сочинять. Но вскоре гостям стало скучно, и они решили устроить из стихов… салют, разорвав поэму Шнюка на мелкие кусочки. Так что не успел Лунтик подняться домой, как Шнюк вышвырнул гусениц на улицу. Теперь только Корней Корнеевич мог их приютить, но у него они начали бедокурить ещё до того, как Корней разрешил им остаться. Вредный Вупсень, замышляя пакость, убрал перегородку для вагонеток, и на хулиганов поехала одна из них. Те залезли на вагонетку, но она поехала к норе, где Корней при помощи машин делал подарки. Так Вупсень и Пупсень попали в подарочную коробку, а после выпали из вагонетки на крутом повороте. После такого Корней, да и любой другой вряд ли пустит гусениц к себе. Но всё-таки их было жалко, и Лунтик предложил построить им свой зимний домик. Вскоре Лунтик, Шер, Шнюк и Корней сделали его для гусениц. Теперь у гусениц есть ещё один домик, в котором они могут остаться, если лень идти домой. | Сарра Ансон                       | Фёдор Дмитриев    | Вера Бекелева          |
| 186          | Прорубь              | Тётя Мотя выходит из дома и понимает, что не успела вернуться в пруд до прихода зимы, и начинает туда идти по снегу. Тем временем Лунтик и Кузя катятся на санях туда же, куда идёт черепаха. Они заезжают на трамплин, пролетают над прудом и оказываются на его середине. Там они замечают, что в замёрзшем пруду остались мальки, и, похоже, они там застряли. Лунтик и Кузя намерены спасти их, пробив лёд. Они сначала находят большое бревно и пытаются, еле его держа, сделать им отверстие. Потом они пытаются сделать то же самое большим камнем. Потом Лунтик замечает, что лёд немного тает, если нагреть его тёплой перчаткой. Поэтому ребята привозят на санях из дома одеяла, а потом чайник, который намного теплее. Чайник делает отверстие в пруду, в которое проваливается. На поверхность выплывает Пиявка, которая жалуется на мусор в пруду. После неё выплывают мальки, которые здороваются с Лунтиком и Кузей и благодарят за окно на поверхность. А потом ребят замечает Пескарь. Он благодарит ребят за милосердие, однако уверяет их, что у пруда замерзает лишь поверхность, а рыбам подо льдом тепло и хорошо. Тем временем тётя Мотя доходит до пруда, но не замечает склон и, скатившись с него, скользит по льду в сторону рыб. Тут выплывает Пиявка, и за неё зацепляется нога черепахи, что отправляет тётю Мотю в небо. Черепаха падает на прорубь с рыбами, и теперь трескается весь лёд. Рыбы понимают, почему черепахи так долго не было в пруду, а также могут по-настоящему насладиться зимой на поверхности. | Сарра Ансон                       | Ольга Образцова   | Ольга Тарарина         |
| 187          | Лёд                  | Ребятам давно хотелось покататься на льду, но баба Капа не разрешила им. Кузя решил только проверить, крепкий он или нет. Но потом он решил, что лёд прочный. Лунтик попросил Кузю уйти вместе со льда, поскольку баба Капа не разрешила на него выходить, но он и слышать о запретах не хотел: сказал, что она ошиблась. Но потом лед сломался, и ребятам было очень холодно, но теперь они отлично усвоили, что опасно кататься на льду, когда он тонкий: замерзла только поверхность пруда; а другое дело — каток генерала Шера: он выдержит кого угодно. | Алексей Аношкин                   | Антон Рудин       | Вера Бекелева          |
| 188          | Мороз                | Утро. Лунтик просыпается и чувствует, что в доме прохладно. Наверняка на улице похолодание. Тут Лунтик видит красивые узоры на своём окне. Он ими восхищается и думает, кто же мог их нарисовать. Лунтик поднимается в столовую и говорит Капе и Шеру об узорах. Те связывают это с морозом на улице, а также говорят, что на улице из-за него не стоит долго находиться. Лунтик, услышав о нём, тут же одевается и уходит из ивы, чтобы с ним познакомиться. При этом Капа и Шер просят Лунтика не держать дверь открытой, чтобы мороз не проник в дом. Лунтик решает пойти к Шнюку. Может быть, он знаком с морозом. Шнюк сидит в кресле-качалке, укутанный в плед. Когда Лунтик к нему заходит, паук тоже просит не впускать мороз. Лунтик интересуется, почему такого художника не любят. Да, он рисует красивые узоры, но Шнюку он не очень нравится. Более того, Шнюк его даже боится и не хочет из-за него выходить на улицу. Лунтик покидает дом Шнюка. Ему жалко, что мороз никто не пускает погреться, поэтому он хочет узнать, не впустил ли кто-нибудь его в свой дом. Он заходит к гусеницам, жучкам, Миле, Кузе и стучится в пруд, однако ни у кого мороза нет, и они этому даже рады. Лунтик не оставляет надежды найти мороз, хотя погода уже начинает портиться. В разгар вьюги Лунтик находит колодец и кричит в него, надеясь, что мороз там прячется. Не дождавшись ответа, он остаётся у колодца, чтобы всё-таки встретить мороз и отвести к бабуле и дедуле. Засыпанным снегом Лунтика находит Шер. Он его будит и говорит возвращаться домой. Лунтик хватается за колодец и говорит, что без мороза никуда не уйдёт. Шер заявляет, что мороз это просто природное явление, которое и создаёт тот ветер, что гудит в данный момент. Это заставляет Лунтика отпустить руки от колодца. Он не понимает, о чём идёт речь, и Шер обещает ему всё объяснить дома. Всё-таки морозу лучше оставаться на улице, так как из-за разницы температур дома и на улице и появляются красивые узоры на окнах. | Сарра Ансон                       | Екатерина Салабай | Ольга Тарарина         |
| 189          | Примёрзли            | Однажды зимой Лунтик отправился гулять. Баба Капа напоминает ему, что на морозе нельзя есть ничего холодного. Каково удивление Лунтика, когда он видит, что гусеницы преспокойно едят снежки! Он спешит предостеречь их, но гусеницам запреты взрослых кажутся смешными и нелепыми. Демонстрируя свою удаль, они начинают кусать и лизать все подряд — и примерзают языками к ведру. Лунтик попытался им помочь, но нечаянно тоже прилип. Намертво примерзшие к ведру, друзья пятясь дошли до ивы, еле-еле залезли по ступенькам и постучали в дверь. Дед Шер не сразу понял, в чем дело, а когда понял, то срочно позвал бабу Капу, чтоб она отогрела гусениц и Лунтика. Капа налила горячей воды в ведро, к которому прилипли языки. Лунтик и гусеницы освободились из ловушки и были очень рады этому. У гусениц после поедания снега и льда заболели горла. | Александр Богданов                | Антон Рудин       | Вера Бекелева          |
| 190          | Ёлочка               | Пришёл Дед Шер и сказал, что нашёл ёлку и хочет её вырубить. Лунтик не хотел этого и сделал искусственную ёлочку, но потом друзья сказали, что лучше вырубить настоящую ёлочку. Когда все ушли, Лунтик придумал выкопать её. Всем нравится эта идея: ведь после праздника ёлочка сможет целой и невредимой вернуться обратно в лес. Он прибежал вовремя, и ёлочку выкопали. В конце серии все весело водили хоровод вокруг ёлки. | Дарина Шмидт                      | Дарина Шмидт      | Ольга Тарарина         |

| Четвёртый сезон | Четвёртый сезон        | Четвёртый сезон                 | Четвёртый сезон    | Четвёртый сезон              |
| №               | Название               | Автор(ы) сценария               | Режиссёр серии     | Ведущий(е) аниматор(ы)       |
| --------------- | ---------------------- | ------------------------------- | ------------------ | ---------------------------- |
| 191             | С Новым Годом, Лунтик! | Дарина Шмидт                    | Дарина Шмидт       | Вера Бекелева                |
| 192             | Весна                  | Сарра Ансон                     | Антон Рудин        | Ольга Тарарина Вера Бекелева |
| 193             | Сластёна               | Елена Галдобина                 | Елена Галдобина    | Ольга Тарарина               |
| 194             | Комета                 | Фёдор Дмитриев                  | Фёдор Дмитриев     | Ольга Тарарина               |
| 195             | Командир               | Дарина Шмидт Александр Богданов | Ольга Образцова    | Ольга Тарарина               |
| 196             | Пираты                 | Александр Богданов              | Екатерина Шрага    | Ольга Тарарина               |
| 197             | Сложная машина         | Сарра Ансон                     | Екатерина Салабай  | Вера Бекелева                |
| 198             | Гимн                   | Елена Галдобина                 | Елена Галдобина    | Ольга Тарарина               |
| 199             | Насолили               | Андрей Сазонов                  | Ольга Образцова    | Ольга Тарарина               |
| 200             | Свисток                | Сарра Ансон                     | Екатерина Шрага    | Ольга Тарарина               |
| 201             | Памятник               | Фёдор Дмитриев                  | Фёдор Дмитриев     | Вера Бекелева                |
| 202             | Голос                  | Александр Богданов              | Екатерина Салабай  | Вера Бекелева                |
| 203             | Белый гриб             | Марина Комаркевич               | Екатерина Шрага    | Ольга Тарарина               |
| 204             | Музыка ветра           | Марина Комаркевич               | Ольга Образцова    | Ольга Тарарина               |
| 205             | Вечеринка              | Андрей Сазонов                  | Ольга Образцова    | Ольга Тарарина               |
| 206             | Повязка                | Елена Галдобина                 | Елена Галдобина    | Вера Бекелева                |
| 207             | Раковина               | Сарра Ансон                     | Екатерина Шрага    | Ольга Тарарина               |
| 208             | Тень                   | Елена Федяхина                  | Ольга Кажанова     | Ольга Тарарина               |
| 209             | Панамка                | Александр Богданов              | Ольга Кажанова     | Вера Бекелева                |
| 210             | Что рисовать           | Марина Комаркевич               | Ольга Образцова    | Ольга Тарарина               |
| 211             | Масло                  | Сарра Ансон                     | Антон Рудин        | Вера Бекелева                |
| 212             | Чужой секрет           | Елена Галдобина                 | Екатерина Салабай  | Ольга Тарарина               |
| 213             | Закаливание            | Александр Богданов              | Ольга Кажанова     | Вера Бекелева                |
| 214             | Прививка               | Александр Богданов              | Ришат Гильметдинов | Вера Бекелева                |
| 215             | Чужие вещи             | Сарра Ансон                     | Екатерина Шрага    | Ольга Тарарина               |
| 216             | Страх темноты          | Марина Комаркевич               | Ольга Образцова    | Ольга Тарарина               |
| 217             | Тучка                  | Фёдор Дмитриев                  | Ольга Кажанова     | Ольга Тарарина               |
| 218             | Насорили               | Фёдор Дмитриев                  | Екатерина Салабай  | Ольга Тарарина               |
| 219             | Доверие                | Елена Галдобина                 | Ольга Кажанова     | Вера Бекелева                |
| 220             | Водные лыжи            | Марина Комаркевич               | Антон Рудин        | Вера Бекелева                |
| 221             | Послушные гусеницы     | Елена Галдобина                 | Екатерина Шрага    | Ольга Тарарина               |
| 222             | Черепаха               | Александр Богданов              | Екатерина Салабай  | Вера Бекелева                |
| 223             | Наоборот               | Сарра Ансон                     | Анна Миронова      | Вера Бекелева                |
| 224             | Концерт по телефону    | Марина Комаркевич               | Ольга Образцова    | Ольга Тарарина               |
| 225             | Велосипед              | Андрей Сазонов                  | Ришат Гильметдинов | Ольга Тарарина               |
| 226             | Невидимая грязь        | Дарина Шмидт                    | Михаил Сафронов    | Ольга Тарарина               |
| 227             | Новые номера           | Андрей Сазонов                  | Галина Воропай     | Вера Бекелева                |
| 228             | Пол                    | Александр Богданов              | Антон Рудин        | Вера Бекелева                |
| 229             | Смельчак               | Марина Комаркевич               | Алексей Пичужин    | Вера Бекелева                |
| 230             | Муравьи                | Дарина Шмидт                    | Екатерина Салабай  | Вера Бекелева                |
| 231             | Вишня                  | Ольга Образцова                 | Ольга Образцова    | Ольга Тарарина               |
| 232             | Пирамида               | Вера Бекелева                   | Ольга Кажанова     | Ольга Тарарина               |
| 233             | Печать                 | Ольга Образцова                 | Екатерина Шрага    | Ольга Тарарина               |
| 234             | Ягодка                 | Константин Бронзит              | Анна Миронова      | Вера Бекелева                |
| 235             | Новая поэма            | Фёдор Дмитриев                  | Ольга Образцова    | Ольга Тарарина               |
| 236             | Клятва                 | Галина Воропай                  | Галина Воропай     | Вера Бекелева                |
| 237             | Справедливость         | Фёдор Дмитриев                  | Михаил Сафронов    | Ольга Тарарина               |
| 238             | Сияние                 | Александр Богданов              | Екатерина Салабай  | Ольга Тарарина               |
| 239             | Спасибо                | Александр Богданов              | Ольга Кажанова     | Ольга Тарарина               |
| 240             | В ответе               | Дарина Шмидт                    | Екатерина Шрага    | Ольга Тарарина               |
| 241             | Недоверчивые гусеницы  | Елена Галдобина                 | Алексей Пичужин    | Вера Бекелева                |
| 242             | Пара                   | Дарина Шмидт                    | Людмила Стеблянко  | Ольга Тарарина               |
| 243             | Симулянт               | Елена Галдобина                 | Екатерина Салабай  | Ольга Тарарина               |
| 244             | Искусство              | Константин Бронзит              | Анна Миронова      | Вера Бекелева                |
| 245             | Потеряшка              | Вера Бекелева                   | Ольга Кажанова     | Вера Бекелева                |
| 246             | Дикая букашка          | Дарина Шмидт                    | Екатерина Шрага    | Ольга Тарарина               |
| 247             | Городки                | Вера Бекелева                   | Ольга Образцова    | Ольга Тарарина               |
| 248             | Пожалуйста             | Елена Галдобина                 | Екатерина Салабай  | Вера Бекелева                |
| 249             | Жевательная резинка    | Елена Галдобина                 | Елена Галдобина    | Вера Бекелева                |
| 250             | Хорошие манеры         | Дарина Шмидт                    | Алексей Пичужин    | Вера Бекелева                |
| 251             | Тапочки                | Фёдор Дмитриев                  | Анна Миронова      | Вера Бекелева                |
| 252             | Принцесса Клава        | Татьяна Горбушина               | Людмила Стеблянко  | Ольга Тарарина               |
| 253             | Карусель               | Фёдор Дмитриев                  | Фёдор Дмитриев     | Ольга Тарарина               |
| 254             | Игра в желания         | Фёдор Дмитриев                  | Ольга Образцова    | Ольга Тарарина               |
| 255             | Страшилка              | Дарина Шмидт                    | Екатерина Салабай  | Вера Бекелева                |
| 256             | Герои                  | Дарина Шмидт                    | Фёдор Дмитриев     | Ольга Тарарина               |
| 257             | Ракушки                | Вера Бекелева                   | Анна Миронова      | Вера Бекелева                |
| 258             | Тема для поэмы         | Фёдор Дмитриев                  | Елена Галдобина    | Ольга Тарарина               |
| 259             | Очки                   | Дарина Шмидт                    | Дарина Шмидт       | Вера Бекелева                |

| Пятый сезон | Пятый сезон                | Пятый сезон                      | Пятый сезон       | Пятый сезон            |
| №           | Название                   | Автор(ы) сценария                | Режиссёр серии    | Ведущий(е) аниматор(ы) |
| ----------- | -------------------------- | -------------------------------- | ----------------- | ---------------------- |
| 260         | Быть маленьким             | Сарра Ансон                      | Екатерина Шрага   | Вера Бекелева          |
| 261         | Назначение                 | Олег Ким                         | Ольга Образцова   | Ольга Тарарина         |
| 262         | Шапка-невидимка            | Леонид Магергут                  | Екатерина Салабай | Вера Бекелева          |
| 263         | Костюмы                    | Олег Ким                         | Людмила Стеблянко | Вера Бекелева          |
| 264         | Браслет                    | Татьяна Горбушина                | Алексей Пичужин   | Вера Бекелева          |
| 265         | Волшебная кастрюля         | Марина Май                       | Ольга Кажанова    | Ольга Тарарина         |
| 266         | Календарь                  | Елена Галдобина                  | Елена Галдобина   | Вера Бекелева          |
| 267         | Старшие                    | Вера Бекелева                    | Анна Миронова     | Вера Бекелева          |
| 268         | Воздушный змей             | Леонид Магергут                  | Алексей Пичужин   | Вера Бекелева          |
| 269         | Дрессировка                | Дарина Шмидт                     | Екатерина Шрага   | Ольга Тарарина         |
| 270         | Привлечь внимание          | Елена Галдобина                  | Екатерина Салабай | Ольга Тарарина         |
| 271         | Конфеты                    | Фёдор Дмитриев                   | Фёдор Дмитриев    | Ольга Тарарина         |
| 272         | Солнечные зайчики          | Марина Комаркевич                | Ольга Кажанова    | Вера Бекелева          |
| 273         | Волынка                    | Дарина Шмидт                     | Ольга Образцова   | Ольга Тарарина         |
| 274         | Волшебный голос Пупсеня    | Елена Галдобина                  | Елена Галдобина   | Ольга Тарарина         |
| 275         | Украшения                  | Олег Ким                         | Людмила Стеблянко | Вера Бекелева          |
| 276         | Умник                      | Сарра Ансон                      | Анна Миронова     | Вера Бекелева          |
| 277         | Проучили                   | Фёдор Дмитриев                   | Алексей Пичужин   | Вера Бекелева          |
| 278         | Испугались                 | Олег Ким                         | Екатерина Шрага   | Ольга Тарарина         |
| 279         | Заблудились                | Елена Галдобина                  | Екатерина Салабай | Вера Бекелева          |
| 280         | Паром                      | Вера Бекелева                    | Ольга Кажанова    | Вера Бекелева          |
| 281         | Раздражение                | Дарина Шмидт                     | Ольга Образцова   | Ольга Тарарина         |
| 282         | Всему своё время           | Елена Галдобина                  | Анна Миронова     | Вера Бекелева          |
| 283         | Своими словами             | Марина Май                       | Екатерина Шрага   | Ольга Тарарина         |
| 284         | Парус                      | Фёдор Дмитриев                   | Алексей Пичужин   | Ольга Тарарина         |
| 285         | Гонки                      | Ришат Гильметдинов               | Людмила Стеблянко | Ольга Тарарина         |
| 286         | Бочка с вареньем           | Фёдор Дмитриев                   | Фёдор Дмитриев    | Вера Бекелева          |
| 287         | Пропавшее зеркальце        | Елена Галдобина                  | Елена Галдобина   | Вера Бекелева          |
| 288         | Ленивый жучок              | Елена Галдобина                  | Екатерина Салабай | Ольга Тарарина         |
| 289         | Победа                     | Марина Май                       | Екатерина Шрага   | Вера Бекелева          |
| 290         | Застряли                   | Олег Ким                         | Ольга Кажанова    | Ольга Тарарина         |
| 291         | Подарок для гусениц        | Дарина Шмидт                     | Алексей Пичужин   | Вера Бекелева          |
| 292         | Беседка                    | Фёдор Дмитриев                   | Анна Миронова     | Ольга Тарарина         |
| 293         | Старший брат               | Дарина Шмидт                     | Екатерина Салабай | Вера Бекелева          |
| 294         | Генералы                   | Фёдор Дмитриев                   | Фёдор Дмитриев    | Ольга Тарарина         |
| 295         | Мороженое                  | Елена Галдобина                  | Елена Галдобина   | Ольга Тарарина         |
| 296         | Иностранец                 | Александра Яскина                | Екатерина Шрага   | Ольга Тарарина         |
| 297         | Поиграли                   | Фёдор Дмитриев                   | Ольга Кажанова    | Ольга Тарарина         |
| 298         | Заводной самокат           | Елена Галдобина                  | Анна Миронова     | Вера Бекелева          |
| 299         | Лучшее место               | Наталия Степанова Алина Соколова | Екатерина Салабай | Вера Бекелева          |
| 300         | Взрослое дело              | Фёдор Дмитриев                   | Алексей Пичужин   | Вера Бекелева          |
| 301         | Ягодопровод                | Ольга Образцова                  | Екатерина Шрага   | Ольга Тарарина         |
| 302         | Вафельница                 | Марина Май                       | Екатерина Салабай | Вера Бекелева          |
| 303         | Песочный за́мок             | Фёдор Дмитриев                   | Фёдор Дмитриев    | Ольга Тарарина         |
| 304         | Невоспитанные рыбы         | Елена Галдобина                  | Елена Галдобина   | Ольга Тарарина         |
| 305         | Когда рак на горе свистнет | Евгений Скуковский               | Анна Миронова     | Вера Бекелева          |
| 306         | Качели-лодочки             | Ришат Гильметдинов               | Ольга Кажанова    | Ольга Тарарина         |
| 307         | Кораблики                  | Евгений Скуковский               | Алексей Пичужин   | Вера Бекелева          |
| 308         | Кавалеры                   | Ольга Образцова                  | Екатерина Шрага   | Ольга Тарарина         |
| 309         | Опоздал                    | Фёдор Дмитриев                   | Фёдор Дмитриев    | Ольга Тарарина         |
| 310         | Лучше постучаться          | Татьяна Горбушина                | Екатерина Салабай | Вера Бекелева          |
| 311         | Кладоискатели              | Евгений Скуковский               | Ольга Кажанова    | Ольга Тарарина         |
| 312         | Домашние дела              | Фёдор Дмитриев                   | Анна Миронова     | Вера Бекелева          |
| 313         | Подводная пещера           | Елена Галдобина                  | Елена Галдобина   | Ольга Тарарина         |
| 314         | Реклама                    | Ришат Гильметдинов               | Алексей Пичужин   | Вера Бекелева          |
| 315         | Мужское дело               | Фёдор Дмитриев                   | Фёдор Дмитриев    | Ольга Тарарина         |
| 316         | Тайник                     | Елена Галдобина                  | Екатерина Шрага   | Ольга Тарарина         |
| 317         | Отважные путешественники   | Ришат Гильметдинов               | Людмила Стеблянко | Ольга Тарарина         |
| 318         | Ссора                      | Евгения Голубева                 | Ольга Кажанова    | Вера Бекелева          |
| 319         | Спорим                     | Дарина Шмидт                     | Евгения Голубева  | Вера Бекелева          |
| 320         | Торопыжка                  | Александр Богданов               | Анна Миронова     | Вера Бекелева          |
| 321         | Настоящий друг             | Елена Галдобина                  | Елена Галдобина   | Ольга Тарарина         |

| Шестой сезон | Шестой сезон             | Шестой сезон                              | Шестой сезон      | Шестой сезон           |
| №            | Название                 | Автор(ы) сценария                         | Режиссёр серии    | Ведущий(е) аниматор(ы) |
| ------------ | ------------------------ | ----------------------------------------- | ----------------- | ---------------------- |
| 322          | Радиопередача            | Елена Галдобина                           | Екатерина Салабай | Вера Бекелева          |
| 323          | Настоящая команда        | Евгений Скуковский                        | Людмила Стеблянко | Ольга Тарарина         |
| 324          | Честная игра             | Вера Бекелева                             | Екатерина Шрага   | Ольга Тарарина         |
| 325          | Воспитатели              | Фёдор Дмитриев                            | Алексей Пичужин   | Вера Бекелева          |
| 326          | Сладкая вата             | Евгений Скуковский                        | Ольга Кажанова    | Ольга Тарарина         |
| 327          | Конкурс чтецов           | Евгения Голубева                          | Евгения Голубева  | Вера Бекелева          |
| 328          | Картина                  | Фёдор Дмитриев                            | Фёдор Дмитриев    | Ольга Тарарина         |
| 329          | Крыжовник                | Светлана Крупенко                         | Анна Миронова     | Вера Бекелева          |
| 330          | Талант                   | Евгений Скуковский                        | Екатерина Салабай | Вера Бекелева          |
| 331          | Отважный герой           | Елена Галдобина                           | Елена Галдобина   | Ольга Тарарина         |
| 332          | До свидания, Кузя!       | Таттьяна Горбушина                        | Екатерина Шрага   | Ольга Тарарина         |
| 333          | Скульптура               | Дарина Шмидт                              | Алексей Пичужин   | Вера Бекелева          |
| 334          | Художники                | Мария Монтвид-Домогацкая                  | Евгения Голубева  | Вера Бекелева          |
| 335          | Находка                  | Леонид Магергут                           | Ольга Кажанова    | Ольга Тарарина         |
| 336          | Ветер                    | Дарина Шмидт                              | Екатерина Шрага   | Ольга Тарарина         |
| 337          | Красный нос              | Фёдор Дмитриев                            | Фёдор Дмитриев    | Ольга Тарарина         |
| 338          | Компот                   | Елена Галдобина                           | Екатерина Салабай | Вера Бекелева          |
| 339          | Клоун                    | Елена Галдобина                           | Елена Галдобина   | Ольга Тарарина         |
| 340          | Аквариум                 | Елена Галдобина                           | Анна Миронова     | Вера Бекелева          |
| 341          | Сверхспособности         | Вера Бекелева                             | Евгения Голубева  | Вера Бекелева          |
| 342          | Нашествие                | Дарина Шмидт                              | Людмила Стеблянко | Ольга Тарарина         |
| 343          | Подарок ко Дню рождения  | Елена Галдобина                           | Ольга Кажанова    | Ольга Тарарина         |
| 344          | Крэкс-пэкс               | Дарина Шмидт                              | Екатерина Салабай | Вера Бекелева          |
| 345          | Ещё лучше                | Елена Галдобина                           | Алексей Пичужин   | Ольга Тарарина         |
| 346          | Спектакль                | Фёдор Дмитриев                            | Анна Миронова     | Вера Бекелева          |
| 347          | Любимая кукла            | Елена Галдобина                           | Елена Галдобина   | Вера Бекелева          |
| 348          | Новые друзья             | Фёдор Дмитриев                            | Фёдор Дмитриев    | Ольга Тарарина         |
| 349          | Розыгрыш                 | Таттьяна Горбушина                        | Екатерина Шрага   | Ольга Тарарина         |
| 350          | Совесть                  | Дарина Шмидт                              | Екатерина Салабай | Вера Бекелева          |
| 351          | Добрый волшебник         | Елена Галдобина                           | Ольга Кажанова    | Вера Бекелева          |
| 352          | А Земля-то круглая!      | Елена Галдобина                           | Людмила Стеблянко | Ольга Тарарина         |
| 353          | Лучник                   | Дарина Шмидт                              | Екатерина Шрага   | Ольга Тарарина         |
| 354          | Доигрался                | Евгений Скуковский                        | Алексей Пичужин   | Вера Бекелева          |
| 355          | Газета                   | Мария Монтвид-Домогацкая Евгения Голубева | Анна Миронова     | Вера Векелева          |
| 356          | Весёлая уборка           | Евгения Голубева                          | Екатерина Салабай | Вера Векелева          |
| 357          | Кувшин                   | Фёдор Дмитриев                            | Фёдор Дмитриев    | Ольга Тарарина         |
| 358          | Расцветка                | Дарина Шмидт                              | Дарина Шмидт      | Вера Векелева          |
| 359          | Принцесса                | Елена Галдобина                           | Елена Галдобина   | Ольга Тарарина         |
| 360          | Мелодия                  | Павел Васильев                            | Ольга Кажанова    | Ольга Тарарина         |
| 361          | Землетрясение            | Мария Монтвид-Домогацкая                  | Людмила Стеблянко | Ольга Тарарина         |
| 362          | Задание                  | Юлия Савченко                             | Екатерина Салабай | Вера Векелева          |
| 363          | Извинились               | Фёдор Дмитриев                            | Фёдор Дмитриев    | Ольга Тарарина         |
| 364          | День гусениц             | Мария Монтвид-Домогацкая Евгения Голубева | Анна Миронова     | Вера Бекелева          |
| 365          | Мост                     | Фёдор Дмитриев                            | Алексей Пичужин   | Вера Бекелева          |
| 366          | Хитрые гусеницы          | Фёдор Дмитриев                            | Екатерина Шрага   | Ольга Тарарина         |
| 367          | Самый старший            | Елена Галдобина                           | Елена Галдобина   | Ольга Тарарина         |
| 368          | Проверка                 | Елена Галдобина                           | Екатерина Салабай | Вера Бекелева          |
| 369          | Воздушные шарики         | Анастасия Чистякова                       | Людмила Стеблянко | Ольга Тарарина         |
| 370          | Первое задание           | Фёдор Дмитриев                            | Фёдор Дмитриев    | Ольга Тарарина         |
| 371          | Капитан                  | Фёдор Дмитриев                            | Ольга Кажанова    | Ольга Тарарина         |
| 372          | Ролики                   | Фёдор Дмитриев                            | Анна Миронова     | Вера Бекелева          |
| 373          | Хитрый Шкафчик           | Елена Галдобина                           | Алексей Пичужин   | Вера Бекелева          |
| 374          | Тайное общество          | Мария Монтвид-Домогацкая Евгения Голубева | Екатерина Салабай | Ольга Тарарина         |
| 375          | Маленький, да удаленький | Дарина Шмидт                              | Екатерина Шрага   | Ольга Тарарина         |
| 376          | Остров                   | Мария Монтвид-Домогацкая Евгения Голубева | Анна Миронова     | Вера Бекелева          |
| 377          | Чья поляна?              | Елена Галдобина                           | Алексей Пичужин   | Вера Бекелева          |
| 378          | Доспехи                  | Дарина Шмидт                              | Дарина Шмидт      | Ольга Тарарина         |
| 379          | Подарок для бабочки      | Елена Галдобина                           | Екатерина Салабай | Ольга Тарарина         |
| 380          | Новый друг               | Алина Пыжова                              | Анна Миронова     | Ольга Тарарина         |
| 381          | Пирожки                  | Ришат Гильметдинов                        | Алексей Пичужин   | Ольга Тарарина         |
| 382          | Балет                    | Дарина Шмидт                              | Екатерина Салабай | Вера Бекелева          |
| 383          | Пародия                  | Мария Монтвид-Домогацкая Евгения Голубева | Екатерина Шрага   | Ольга Тарарина         |
| 384          | Жилетка                  | Дарина Шмидт                              | Дарина Шмидт      | Вера Бекелева          |
| 385          | Телохранитель            | Фёдор Дмитриев                            | Фёдор Дмитриев    | Ольга Тарарина         |
| 386          | Сыщики                   | Мария Монтвид-Домогацкая Евгения Голубева | Екатерина Салабай | Ольга Тарарина         |
| 387          | Смекалка                 | Владимир Хаунин                           | Алексей Пичужин   | Вера Бекелева          |
| 388          | Сюрприз для бабы Капы    | Мария Монтвид-Домогацкая Евгения Голубева | Анна Миронова     | Вера Бекелева          |
| 389          | Секрет победы            | Елена Галдобина                           | Анна Миронова     | Вера Бекелева          |

| Седьмой сезон | Седьмой сезон               | Седьмой сезон                | Седьмой сезон          |
| №             | Название                    | Автор(ы) сценария            | Режиссёр серии         |
| ------------- | --------------------------- | ---------------------------- | ---------------------- |
| 390           | Солёный чай                 | Елена Галдобина              | Алексей Пичужин        |
| 391           | Перчик                      | Олег Ким                     | Галина Воропай         |
| 392           | Краденое солнышко           | Ольга Образцова              | Ольга Образцова        |
| 393           | На всякий случай            | Елена Галдобина              | Татьяна Горбушина      |
| 394           | Красивая Клава              | Елена Галдобина              | Анна Миронова          |
| 395           | Клоуны                      | Мария Монтвид-Домогацкая     | Екатерина Салабай      |
| 396           | Озорники                    | Анна Соснора                 | Татьяна Горбушина      |
| 397           | Гигантская обезьяна         | Фёдор Дмитриев               | Александра Ковтун      |
| 398           | Звёздный дождь              | Елена Галдобина              | Елена Румянцева        |
| 399           | Листопад                    | Вадим Смоляк                 | Галина Воропай         |
| 400           | Радужные камни              | Олег Ким                     | Алексей Пичужин        |
| 402           | Признание таланта           | Елена Галдобина              | Антон Рудин            |
| 403           | Космические путешественники | Фёдор Дмитриев               | Михаил Сарфонов        |
| 401           | Позвать слона в гости       | Елена Галдобина              | Людмила Стеблянко      |
| 404           | Каждому по планете          | Елена Галдобина              | Екатерина Салабай      |
| 405           | 33 жучка                    | Фёдор Дмитриев               | Елена Румянцева        |
| 406           | Чужой сундук                | Олег Ким                     | Алексей Пичужин        |
| 407           | Творческий подход           | Анна Соснора                 | Маша Ключко            |
| 408           | Компания для Клавы          | Мария Монтвид-Домогацкая     | Александра Ковтун      |
| 409           | Лишнее время                | Вадим Смоляк                 | Николай Кожаев         |
| 410           | Настоящее морское дно       | Елена Галдобина              | Сергей Мальцев         |
| 411           | Памятные вещи               | Елена Галдобина              | Светлана Мардаголимова |
| 412           | Только одну серию!          | Елена Галдобина              | Наталья Мирозян        |
| 413           | Травожуйка                  | Фёдор Дмитриев               | Екатерина Салабай      |
| 414           | Морские обитатели           | Елена Галдобина              | Анна Миронова          |
| 415           | Книга рекордов              | Дарина Шмидт                 | Галина Воропай         |
| 416           | Лесная полька               | Фёдор Дмитриев               | Алексей Пичужин        |
| 417           | Сами справимся              | Дарина Шмидт                 | Екатерина Салабай      |
| 418           | Арбуз                       | Елена Павликова              | Александра Ковтун      |
| 419           | Капелька                    | Вадим Смоляк                 | Татьяна Горбушина      |
| 420           | Доброе воспитание           | Фёдор Дмитриев               | Алексей Пичужин        |
| 421           | Археологи                   | Елена Галдобина              | Екатерина Салабай      |
| 422           | Кумиры                      | Анна Соснора                 | Александр Мальгин      |
| 423           | Могущественный Кузя         | Елена Галдобина              | Людмила Клинова        |
| 424           | Такая разная музыка         | Дарина Шмидт                 | Александра Ковтун      |
| 425           | Сыщик                       | Елена Галдобина              | Екатерина Салабай      |
| 426           | Бабочки бывают разными      | Фёдор Дмитриев               | Алексей Пичужин        |
| 427           | Гости из будущего           | Елена Галдобина              | Екатерина Салабай      |
| 428           | Мастера добрых дел          | Мария Монтвид-Домогацкая     | Александр Мальгин      |
| 429           | Заколдованная принцесса     | Елена Галдобина              | Александра Ковтун      |
| 430           | Чужаки                      | Татьяна Горбушина            | Татьяна Горбушина      |
| 431           | Бабай                       | Татьяна Манетина             | Алексей Пичужин        |
| 432           | Редкое цветение             | Светлана Саченко             | Екатерина Салабай      |
| 433           | Актёрище                    | Анна Соснора                 | Александра Ковтун      |
| 434           | Фоторепортёр                | Екатерина Максименко         | Александр Мальгин      |
| 435           | Мультипликаторы             | Фёдор Дмитриев               | Алексей Пичужин        |
| 436           | Тяжело в учении             | Дарина Шмидт                 | Екатерина Салабай      |
| 437           | Тайный помощник             | Дарина Шмидт Елена Галдобина | Александр Мальгин      |
| 438           | Прогноз погоды              | Фёдор Дмитриев               | Алексей Пичужин        |
| 439           | Страна игрушек              | Елена Галдобина              | Екатерина Салабай      |

| Восьмой сезон | Восьмой сезон             | Восьмой сезон     | Восьмой сезон     |
| №             | Название                  | Автор(ы) сценария | Режиссёр серии    |
| ------------- | ------------------------- | ----------------- | ----------------- |
| 440           | Фея                       | Елена Галдобина   | Михаил Мещанинов  |
| 441           | Волшебный костюм          | Фёдор Дмитриев    | Александра Ковтун |
| 442           | Икебана                   | Олег Ким          | Екатерина Салабай |
| 443           | Путешествие во времени    | Елена Галдобина   | Алексей Пичужин   |
| 444           | Очки для деда Шера        | Фёдор Дмитриев    | Алексей Пичужин   |
| 445           | Не ради награды           | Александра Шоха   | Галина Воропай    |
| 446           | Коллекционеры             | Александра Шоха   | Екатерина Салабай |
| 447           | Пиявкина прелесть         | Светлана Саченко  | Анна Миронова     |
| 448           | Самые мягкие ладошки      | Олег Ким          | Антон Чистяков    |
| 449           | Заботливые няньки         | Анна Соснора      | Галина Воропай    |
| 450           | Мой друг Динозаврик       | Татьяна Манетина  | Татьяна Горбушина |
| 451           | Всё-таки друзья           | Ольга Образцова   | Галина Воропай    |
| 452           | Жадины                    | Анна Соснора      | Людмила Стеблянко |
| 453           | Вредина                   | Анна Соснора      | Алексей Пичужин   |
| 454           | Не такой как все          | Александра Шоха   | Александр Мальгин |
| 455           | Полосатый и серебристый   | Анна Соснора      | Алексей Пичужин   |
| 456           | Дружба дороже             | Александра Шоха   | Алексей Горбунов  |
| 457           | Мы тоже умные             | Елена Галдобина   | Александр Мальгин |
| 458           | Пилигримы                 | Фёдор Дмитриев    | Алексей Пичужин   |
| 459           | Книжные приключения       | Елена Галдобина   | Елена Галдобина   |
| 460           | Как в сказке              | Анна Соснора      | Алексей Горбунов  |
| 461           | Спасти мир                | Александра Шоха   | Александр Мальгин |
| 462           | Природоведение            | Анна Соснора      | Алексей Судаков   |
| 463           | Любимый танец             | Фёдор Дмитриев    | Алексей Будовский |
| 464           | Кинозвёзды                | Ольга Образцова   | Алексей Пичужин   |
| 465           | Бабули                    | Анна Соснора      | Екатерина Салабай |
| 466           | Они настоящие             | Анна Соснора      | Алексей Пичужин   |
| 467           | Спасайся кто может        | Анна Соснора      | Людмила Стеблянко |
| 468           | Светлая миссия            | Александра Шоха   | Алексей Судаков   |
| 469           | Бесполезный песок         | Марина Комаркевич | Александр Мальгин |
| 470           | Наговорился               | Анна Соснора      | Антон Чистяков    |
| 471           | Не из пугливых            | Олег Ким          | Галина Воропай    |
| 472           | Секрет Пиявки             | Марина Комаркевич | Галина Воропай    |
| 473           | Сад камней                | Марина Комаркевич | Людмила Клинова   |
| 474           | Похититель                | Олег Ким          | Ольга Образцова   |
| 475           | Паровозики                | Олег Ким          | Олег Ким          |
| 476           | Кто самый первый          | Фёдор Дмитриев    | Елена Галдобина   |
| 477           | Загадки и отгадки         | Анна Соснора      | Галина Воропай    |
| 478           | Иллюзионисты              | Анна Соснора      | Алексей Горбунов  |
| 479           | Большой секрет Вупсеня    | Олег Ким          | Алексей Судаков   |
| 480           | Аквапарк                  | Ольга Образцова   | Алексей Пичужин   |
| 481           | Динозавры                 | Анна Соснора      | Алексей Горбунов  |
| 482           | Пример для подражания     | Олег Ким          | Дарина Шмидт      |
| 483           | Стой, раз-два!            | Марина Комаркевич | Екатерина Салабай |
| 484           | Туземцы                   | Анна Соснора      | Людмила Клинова   |
| 485           | Юбилей                    | Александра Шоха   | Екатерина Салабай |
| 486           | День знаний               | Анна Соснора      | Алексей Горбунов  |
| 487           | Неувядаемая слава         | Ольга Образцова   | Алексей Будовский |
| 488           | День космонавтики         | Дарина Шмидт      | Дарина Шмидт      |
| 489           | Игре все возрасты покорны | Александра Шоха   | Алексей Судаков   |
| 490           | Хотим быть Рыбками        | Ольга Образцова   | Ольга Образцова   |
| 491           | Говорящий лес             | Анна Соснора      | Екатерина Салабай |
| 492           | Младшенький               | Анна Соснора      | Алексей Горбунов  |
| 493           | И красота, и польза       | Ольга Образцова   | Ольга Образцова   |
| 494           | СуперШнюк                 | Анна Соснора      | Владимир Торопчин |
| 495           | Притягательный Лунтик     | Олег Ким          | Олег Ким          |
| 496           | Сказочный Злодей          | Олег Ким          | Дарина Шмидт      |
| 497           | Лесной патруль            | Ольга Образцова   | Ольга Образцова   |
| 498           | Страшно добрая Фея        | Олег Ким          | Алексей Горбунов  |
| 499           | Доктор Пупсень            | Анна Соснора      | Екатерина Салабай |
| 500           | Никаких проблем           | Анна Соснора      | Алексей Горбунов  |
| 501           | Редкая драгоценность      | Олег Ким          | Дарья Скрипка     |
| 502           | Большая                   | Марина Комаркевич | Алексей Пичужин   |
| 503           | Рукодельницы              | Марина Комаркевич | Дарина Шмидт      |
| 504           | Моментальная почта        | Дарина Шмидт      | Владимир Торопчин |

### Лунтик 3D (с 505 серии)
| Девятый сезон | Девятый сезон               | Девятый сезон       | Девятый сезон     | Девятый сезон    |
| №             | Название                    | Автор(ы) сценария   | Режиссёр серии    | Дата премьеры    |
| ------------- | --------------------------- | ------------------- | ----------------- | ---------------- |
| 505           | Большой Жук                 | Марина Комаркевич   | Евгения Щербакова | 5 марта 2020     |
| 506           | Стихи к празднику           | Марина Комаркевич   | Владимир Торопчин | 30 марта 2020    |
| 507           | Новинки сезона              | Ольга Образцова     | Алексей Горбунов  | 28 сентября 2020 |
| 508           | Экскурсия                   | Ольга Образцова     | Александр Мальгин | 28 сентября 2020 |
| 509           | Лунная подруга              | Марина Комаркевич   | Алексей Пичужин   | 28 сентября 2020 |
| 510           | В поисках имени             | Марина Комаркевич   | Марина Шарова     | 20 октября 2020  |
| 511           | Требуются бабушка и дедушка | Александра Шоха     | Людмила Клинова   | 20 октября 2020  |
| 512           | Выдуманная подружка         | Александра Шоха     | Александр Мальгин | 17 ноября 2020   |
| 513           | Дедушка Шнюк                | Марина Комаркевич   | Александр Мальгин | 17 ноября 2020   |
| 514           | Когда у Шнюка душа поёт     | Александра Шоха     | Людмила Клинова   | 17 ноября 2020   |
| Спец.         | Новогодняя ёлка             | Пол Пимента         | Дарина Шмидт      | 28 декабря 2020  |
| 515           | Тыквенная вечеринка         | Евгения Щербакова   | Евгения Щербакова | 5 января 2021    |
| 516           | Обнять Луну́                 | Елена Лялина        | Александр Мальгин | 12 января 2021   |
| 517           | Настоящие герои             | Марина Комаркевич   | Алексей Пичужин   | 19 января 2021   |
| 518           | Лучший кондитер             | Пол Пимента         | Людмила Клинова   | 26 января 2021   |
| 519           | Шкатулка с сокровищами      | Марина Комаркевич   | Анна Миронова     | 24 февраля 2021  |
| 520           | Сила обаяния                | Марина Комаркевич   | Алексей Печужин   | 2 марта 2021     |
| 521           | Гонки на лодках             | Елизавета Перминова | Евгения Щербакова | 9 марта 2021     |
| 522           | Большие и маленькие         | Марина Комаркевич   | Анна Миронова     | 3 июня 2021      |
| 523           | Сила таланта                | Пол Пимента         | Людмила Клинова   | 7 июня 2021      |
| 524           | Футбольный матч             | Пол Пимента         | Людмила Клинова   | 8 июня 2021      |
| 525           | Новый друг Лу́ны             | Пол Пимента         | Анна Миронова     | 9 июня 2021      |
| 526           | Свитер                      | Пол Пимента         | Алексей Пичужин   | 10 июня 2021     |
| 527           | Разбитая ваза               | Пол Пимента         | Алексей Пичужин   | 17 июня 2021     |
| 528           | Бобовый стебель             | Пол Пимента         | Людмила Стеблянко | 15 декабря 2021  |
| 529           | Полоса препятствий          | Пол Пимента         | Людмила Клинова   | 22 декабря 2021  |
| 530           | Величайший фокусник         | Пол Пимента         | Александра Шоха   | 29 декабря 2021  |
| 531           | Лунная ягода                | Пол Пимента         | Евгения Щербакова | 5 января 2022    |
| 532           | Орех                        | Пол Пимента         | Людмила Клинова   | 12 января 2022   |
| 533           | Самокат Лунтика             | Пол Пимента         | Людмила Стеблянко | 19 января 2022   |
| 534           | Танцовщица Мила             | Пол Пимента         | Евгения Щербакова | 26 января 2022   |
| 535           | В поисках сокровищ          | Пол Пимента         | Алексей Горбунов  | 2 февраля 2022   |
| 536           | Обидчица                    | Пол Пимента         | Людмила Клинова   | 2 марта 2022     |
| 537           | Как сделать радугу          | Пол Пимента         | Александра Шоха   | 6 апреля 2022    |
| 538           | А вдруг там Страшилище?     | Александра Барышева | Алексей Горбунов  | 4 мая 2022       |
| 539           | Красивая капля              | Александра Барышева | Алексей Горбунов  | 1 июня 2022      |
| 540           | Пиявкина радость            | Александра Барышева | Алексей Пичужин   | 6 июля 2022      |
| 541           | Важное поручение            | Александра Барышева | Людмила Стеблянко | 3 августа 2022   |
| 542           | Кто тут самый-самый?        | Василий Третьяков   | Евгения Щербакова | 28 сентября 2022 |
| 543           | Ценный подарок              | Александра Барышева | Людмила Клинова   | 5 октября 2022   |
| 544           | Потеряшки                   | Александра Барышева | Евгения Щербакова | 12 октября 2022  |
| 545           | Угощение для друзей         | Евгения Сосина      | Людмила Клинова   | 13 марта 2023    |
| 546           | Шляпа                       | Александра Барышева | Евгения Щербакова | 20 марта 2023    |
| 547           | Включаю грозу               | Василий Третьяков   | Евгения Щербакова | 27 марта 2023    |
| 548           | МилаЛуна                    | Александра Барышева | Людмила Стеблянко | 24 августа 2023  |

| Десятый сезон | Десятый сезон                  | Десятый сезон                | Десятый сезон     | Десятый сезон    |
| №             | Название                       | Автор(ы) сценария            | Режиссёр серии    | Дата премьеры    |
| ------------- | ------------------------------ | ---------------------------- | ----------------- | ---------------- |
| 549           | Домик на колесах               | Александра Барышева          | Антон Рудин       | 31 августа 2023  |
| 550           | Секрет                         | Александра Барышева          | Иван Бабаев       | 7 сентября 2023  |
| 551           | Игра для всех                  | Александра Барышева          | Алексей Пичужин   | 14 сентября 2023 |
| 552           | Своими руками                  | Александра Барышева          | Антон Рудин       | 21 сентября 2023 |
| 553           | Путешествие одинокого червячка | Анна Соснора                 | Алексей Пичужин   | 28 сентября 2023 |
| 554           | Подводный балет                | Евгения Сосина Елена Утехина | Алексей Пичужин   | 5 октября 2023   |
| 555           | Подарок                        | Анна Соснора                 | Алексей Пичужин   | 12 октября 2023  |
| 556           | Всё наоборот                   | Александра Барышева          | Людмила Стеблянко | 19 октября 2023  |
| 557           | Загадочный цветок              | Александра Шоха              | Людмила Стеблянко | 26 октября 2023  |
| 558           | Таинственная пропажа           | Александра Барышева          | Людмила Стеблянко | 2 ноября 2023    |
| 559           | Я — большая!                   | Александра Шоха              | Алиса Афанасьева  | 9 ноября 2023    |
| 560           | Портрет                        | Александра Барышева          | Людмила Стеблянко | 16 ноября 2023   |
| 561           | Не стесняйся                   | Александра Шоха              | Алексей Пичужин   | 23 ноября 2023   |
| 562           | Старая новая коляска           | Александра Барышева          | Антон Рудин       | 30 ноября 2023   |
| 563           | Потерянная игрушка             | Александра Шоха              | Людмила Стеблянко | 7 декабря 2023   |
| 564           | Мармеладные фигурки            | Анна Соснора                 | Антон Рудин       | 14 декабря 2023  |
| 565           | Шарики на ёлку                 | Анна Соснора                 | Антон Рудин       | 1 ноября 2024    |
| 566           | Снежная ловушка                | Анна Соснора                 | Людмила Стеблянко | 8 ноября 2024    |
| 567           | Злой лук                       | Анна Соснора                 | Ирина Тарасова    | 15 ноября 2024   |
| 568           | Гости                          | Анна Соснора                 | Алексей Пичужин   | 22 ноября 2024   |
| 569           | Водяная Карусель               | Анна Соснора                 | Ирина Тарасова    | 29 ноября 2024   |
| 570           | Фокус                          | Анна Соснора                 | Людмила Стеблянко | 6 декабря 2024   |
| 571           | Вредины                        | Анна Соснора                 | Антон Рудин       | 13 декабря 2024  |
| 572           | Ссора                          | Анна Соснора                 | Алексей Пичужин   | 20 декабря 2024  |

## Спин-офф
«Секреты Лунтика» — спин-офф мультсериала, частично утерянная кукольная детская телепередача, которая транслировалась на телеканале «Бибигон» в 2010 году. Была посвящена изучению правил безопасности на улице и дома. Отснято было 26 серий, по 13 минут каждая, однако на сегодняшний день доступно лишь два первых выпуска в неполном виде.
Детство должно быть счастливым и беззаботным! Лунтик и его друзья поделятся с маленькими зрителями историями из своей жизни и научат детей основам безопасности, чтобы уберечь от всех возможных ошибок.

― Описание с сайта «Weburg»
Считалась полностью утерянной до 25 апреля 2021 года, пока на YouTube не были выложены первые 2 выпуска.
В июне 2023 года продюсер телешоу прислал все 26 полных сценариев к выпускам, а художник поделился кадрами со съемок.
27 июля 2023 года оператор смог предоставить 12 видеоматериалов, которые также являются репортажами со съёмок.
12—13 августа 2023 года были найдены 16 новых кадров из различных серий.

### Список эпизодов
| №  | Название                  | Дата премьеры            | Статус                 |
| -- | ------------------------- | ------------------------ | ---------------------- |
| 1  | Что такое безопасность    | 4 сентября 2010          | Найдены первые 9 минут |
| 2  | Во что играем дома        | 5 сентября 2010          | Найдены первые 8 минут |
| 3  | Поделки                   | Неизвестно               | Утерян                 |
| 4  | В ванной комнате          | Неизвестно               | Утерян                 |
| 5  | Безопасность на кухне     | Неизвестно               | Утерян                 |
| 6  | Одни дома                 | Неизвестно               | Утерян                 |
| 7  | Помощники                 | Неизвестно               | Частично найден        |
| 8  | Микробы                   | Неизвестно               | Частично найден        |
| 9  | Лекарства                 | Неизвестно               | Частично найден        |
| 10 | Зачем убирать игрушки?    | Неизвестно               | Частично найден        |
| 11 | Электричество             | Неизвестно               | Частично найден        |
| 12 | Осторожно! Огонь!         | Неизвестно               | Частично найден        |
| 13 | Опасные ящики             | Неизвестно               | Частично найден        |
| 14 | Стоп машина!              | Неизвестно               | Частично найден        |
| 15 | Как перейти дорогу?       | Неизвестно               | Частично найден        |
| 16 | Игры около проезжей части | Неизвестно               | Частично найден        |
| 17 | Поведение на остановке    | Неизвестно               | Частично найден        |
| 18 | Дорожные знаки            | Неизвестно               | Утерян                 |
| 19 | На детской площадке       | Неизвестно               | Утерян                 |
| 20 | Пикник                    | Неизвестно               | Утерян                 |
| 21 | Осторожно, солнце!        | Неизвестно               | Утерян                 |
| 22 | У воды                    | Неизвестно               | Утерян                 |
| 23 | Грибы                     | Неизвестно               | Утерян                 |
| 24 | Не порти зрение!          | Неизвестно               | Утерян                 |
| 25 | Первая помощь             | Неизвестно               | Частично найден        |
| 26 | Ура! Праздник!            | Вероятно 26 декабря 2010 | Утерян                 |

### Создатели
| Год создания                | 2010                               |
| Страна производства         | Российская Федерация               |
| Трансляция                  | телеканал «Бибигон»                |
| Режиссёр                    | Александр Маков                    |
| Авторы сценария             | Дарина Шмидт, Елена Галдобина      |
| Продюсер                    | Сергей Сельянов                    |
| Композиторы                 | Максим Кошеваров, Сергей Зыков     |
| Художник                    | Галина Филатова                    |
| Студия-производитель        | «ООО „Той-Марк“», Кинокомпания СТВ |
| Возрастное ограничение      | 0+                                 |
| Длительность одного эпизода | 13 минут                           |
| Вся длительность            | 5 часов 38 минут                   |
| Первая трансляция           | 4 сентября 2010 года               |
| Последняя трансляция        | 26 декабря 2010 года               |

### Роли озвучивали
| Актёр          | Роль             |
| -------------- | ---------------- |
| Анна Слынько   | Лунтик           |
| Елена Шульман  | Кузя, баба Капа  |
| Олег Куликович | Вупсень, Пупсень |
| Юлия Рудина    | Мила             |

### Анкетирование
Возможно, данное анкетирование сыграло с шоу злую шутку. На странице «Секретов Лунтика» на сайте Luntik.ru можно было оставлять комментарии. Внизу была, в том числе и анкета для заполнения. Там были следующие вопросы:
- Понравилась ли программа?
- Понравились ли персонажи (куклы)?
- Понравились ли декорации?
- Понравился ли сценарий?
- Будете ли Вы смотреть данную программу на Бибигон?
- Сколько Вам лет?
- Ваш пол?
- Сколько детей в семье?
- Сколько лет Вашему ребенку?

Согласно комментариям, многие пользователи жаловались на то, что куклы «страшные». Интересно, что в снимке archive.org этой страницы от 14 декабря 2010 года все комментарии были удалены на обеих сериях мультфильма.

## Полнометражный мультфильм
В марте 2023 объявлено о выходе полнометражного мультфильма «Лунтик. Возвращение домой». Премьера в кинотеатрах состоялась 29 августа 2024 года.

## Трансляции
| Страна         | Телеканалы | Дубляж              | Иностранное название       | Голос Лунтика                               |  |
| -------------- | --- | ------------------- | -------------------------- | ------------------------------------------- |  |
| Россия         | Россия/Россия-1, Бибигон/Карусель, Россия-К, Мульт, Россия-HD, Тлум HD, Мульт и Музыка, Мама, СТС, СТС Love, ТВ-3, 360° Подмосковье                                                                                               | оригинал            | Лунтик и его друзья        | Екатерина Гороховская Анна Слынько          |  |
| Украина        | ТЕТ, Новый канал | украинский, русский | Лунтик та його друзі       | Наталья Романько-Киселёва Наталья Денисенко |  |
| Беларусь       | СТВ | оригинал            | Лунцік і яго сябры         | Екатерина Гороховская Анна Слынько          |  |
| Польша         | Plus2, IPTV Polish, TV Plus | польский            | Moonzy                     | Мачей Дыбовски                              |  |
| Великобритания | Boomerang, Cartoonito, Tiny Pop, Pop Plus, Milkshake! | английский          | Moonzy                     |                                             |  |
| США            | Fox, Nickelodeon, Nicktoons, TBD, Netflix, YTV, CITV, Fox Kids, Pop, Nicktoons, ABC Me, Cartoon Network, Teletoon, Nick Jr, Toon Goggles, Spacetoon English, Kix!, Disney Channel, Tubi TV                                        | английский          | Moonzy                     |                                             |  |
| Австралия      | ABC | английский          | Moonzy                     |                                             |  |
| ЮАР            | Cartoon Network | английский          | Moonzy                     |                                             |  |
| Франция        | France 3, France 4, France 5, Tiji, Télétoon+, Canal+, Canal+ Family, Canal J, Gulli, Nick Jr, Télétoon, Yoopa, La Chaîne Disney                                                                                                  | французский         | Luntik et ses amis         |                                             |  |
| Нидерланды     | Fox Kids, AVRO, RTL 8, Nickelodeon, Nickelodeon (Фландрия), Nick Jr, NPO Zeppelin, RTL 7 | нидерландский       | Luntik en zijn vrienden    |                                             |  |
| Испания        | La 2, Telemadrid, Canal Sur 2, Boing, Clan TV, Nickelodeon, Nick Jr, Disney Junior | испанский           | Luntik y sus amigos        |                                             |  |
| Мексика        | Fox Kids, Cartoon Network, Tooncast, Boomerang, Frecuencia Latina, Canal 5, Television Mexiquense, Teletica Canal 7, Expert TV, Citytv, RCTV, Tubi TV, TV Ciudad, Canal 13 (San Luis), Moolt, PlayKids, Boomerang, Discovery Kids | испанский           | Luntik y sus amigos        |                                             |  |
| Германия       | ProSieben, Super RTL, Disney XD, ProSieben MAXX, Nickelodeon, Nick Austria, Disney Channel | немецкий            | Luntik und seine Freunde   |                                             |  |
| Швейцария      | RTS Un, RTS Deux, SRF 1, SRF zwei, Nick Schweiz | немецкий            | Luntik und seine Freunde   |                                             |  |
| Греция         | Smile TV, Vergina TV, Netflix, Star Channel, Mega Cy | греческий           | Ο λούντικ και οι φίλοι του |                                             |  |
| Япония         | Cartoon Network, Netflix, Disney Junior, TV Tokyo | японский            | Luntikと彼の友人           |                                             |  |

## Награды и премии
28 февраля 2015 года премьер-министр России Дмитрий Медведев вручил премии Правительства в области культуры за 2014 год. Среди награждённых: продюсер Александр Боярский, режиссёры Дарина Шмидт и Елена Галдобина, автор литературной концепции Сарра Ансон (Анна Саранцева) — за создание анимационного сериала для детей «Лунтик и его друзья».

## Продукция и бренд

### Продукция
Под торговой маркой «Лунтик» выпускаются множество разнообразных товаров: игрушки, печатная продукция, одежда, продукты питания, компьютерные и мобильные игры и многое другое. Студия «Мельница» продаёт лицензии на производство товаров под брендом «Лунтик». Первые лицензиаты у «Лунтика» появились в 2006 году, ими стали издательство «Эгмонт-Россия» и компания-производитель игрушек «Симбат Тойз». В 2015 году продукцию под брендом «Лунтик» выпускало 60 компаний-лицензиатов. По словам совладельца студии «Мельница» Сергея Сельянова, доходы от продажи контента и товарного лицензирования у «Лунтика» составляют примерно равные доли.

### Бренд
Лунтик — бренд студии «Мельница». Основан на мультсериале «Лунтик и его друзья». Он включает в себя компьютерные игры (в том числе для мобильных устройств), игрушки, книги, журнал, одежду и многое другое. Также под торговой маркой «Лунтик» в России производятся пищевые продукты: кефир, йогурты, молоко, кисели, соки, другие напитки, мармелад, печенье и так далее.

#### История бренда
По словам руководителя студии «Мельница» Александра Боярского, сериал (выпуск каждой серии которого стоит от 4 до 6 тысяч долларов США) должен окупаться за счёт сопутствующих товаров — компьютерных игр, детских игрушек и других продуктов, использующих бренд персонажа.
Согласно проведённому в 2009 году исследовательским центром рекрутингового портала Superjob.ru опросу, около 8 % детей в России хотели получить на новый 2010 год игрушку в виде Лунтика. По данным журнала Forbes на начало 2013 года 80 % дохода студии «Мельница» от «Лунтика» принесла продажа лицензий на производство различных брендовых товаров и проведение тематических детских шоу; оставшиеся 20 % — доход от выпуска DVD с мультфильмами, продажи рекламы в легально размещенных в Интернете выпусках сериала, телевизионых показов. На январь 2013 года совокупный доход студии «Мельница» от проектов «Лунтик» и «Барбоскины» составил $30 млн.

#### Журнал «Лунтик»
Журнал «Лунтик» издаётся с 2007 года компанией «Эгмонт-Россия». Состав создателей один и тот же.

##### Динамика выпусков[14]
| Год издания | Год издания | Количество журналов | Выход первого журнала | Выход последнего журнала | Год создания                 |
| ----------- | ----------- | ------------------- | --------------------- | ------------------------ | ---------------------------- |
|             | 2007        | 4                   | Сентябрь 2007         | Декабрь 2007             | 2007                         |
|             | 2008        | 12+4 спецвыпуск     | Январь 2008           | Декабрь 2008             | 2008                         |
|             | 2009        | 12+4 спецвыпуска    | Январь 2009           | Декабрь 2009             | 2009                         |
|             | 2010        | 12+4 спецвыпуска    | Январь 2010           | Декабрь 2010             | 2010                         |
|             | 2011        | 12+4 спецвыпуска    | Январь 2011           | Декабрь 2011             | 2011                         |
|             | 2012        | 12+4 спецвыпуска    | Январь 2012           | Декабрь 2012             | 2012                         |
|             | 2012        | 12+4 спецвыпуска    | Декабрь 2012          | Декабрь 2013             | 2012(1 номер на январь);2013 |
|             | 2013        | 12+4 спецвыпуска    | Январь 2013           | Декабрь 2013             | 2013;2014                    |
|             | 2014        | 12+3 спецвыпуска    | Январь 2014           | Декабрь 2014             | 2014;2015                    |
|             | 2015        | 12                  | Январь 2015           | Декабрь 2015             | 2015                         |
|             | 2016        | 12                  | Январь 2016           | Декабрь 2016             | 2016                         |
|             | 2017        | 12                  | Январь 2017           | Декабрь 2017             | 2017                         |
|             | 2018        | 12                  | Январь 2018           | Декабрь 2018             | 2018                         |
|             | 2019        | 12                  | Январь 2019           | Декабрь 2019             | 2019                         |
|             | 2020        | 12                  | Январь 2020           | Декабрь 2020             | 2020                         |
|             | 2021        | 12                  | Январь 2021           | Декабрь 2021             | 2021                         |

##### Разделы журнала
- Обложка
- Комиксы
- Логические загадки
- Чтение по картинкам
- Творческие задания

Согласно данным издателя, возрастная категория журнала «Лунтик» — дети старшего дошкольного возраста. В журнале «Лунтик» текст составляет 20 % от общей площади журнала, иллюстрации — 80 %, что соответствует ОСТ 29.127-2002 и СанПиН 2.4.7.960-00. При этом 20 % объёма журнала составляют комиксы. Фирменные цвета журнала — розовый и фиолетовый (цвета самого брендового персонажа Лунтика), на цвета розово-фиолетовой гаммы приходится 5 % от площади издания и 7 % от площади иллюстраций.

#### Компьютерные игры
Компанией Pipe Studio в сотрудничестве 1С (и её дочерними компаниями) с ноября 2006 по август 2010 года выпускались компьютерные игры на основе сериала.
1. Лунтик. Подготовка к школе (дата выхода — 03.11.2006, переиздание — 2010 год)[16].
2. Лунтик. Математика для малышей (дата выхода — 09.03.2007, переиздание — 2010 год)[16].
3. Лунтик. Русский язык для малышей (дата выхода — 22.06.2007, переиздание — 2010 год)[16].
4. Лунтик. Английский язык для малышей (дата выхода — 14.09.2007, переиздание — 2010 год)[16].
5. Лунтик. Развивающие задания для малышей (дата выхода — 26.10.2007, переиздание — 2010 год)[16].
6. Лунтик учит буквы (дата выхода — 22.08.2008)[17].
7. Лунтик учит цифры (дата выхода — 10.10.2008)[17].
8. Лунтик познаёт мир (дата выхода — 30.01.2009)[18][19].
9. Лунтик учится рисовать (дата выхода — 03.04.2009)[20].
10. Лунтик учит правила (дата выхода — 07.08.2009)[21].
11. Лунтик. Хочу всё знать (дата выхода — 26.02.2010).
12. Лунтик. Тренируем память и внимание (дата выхода — 23.04.2010).
13. Лунтик. География для малышей (дата выхода — 20.08.2010).

##### Игры для мобильных устройств
С декабря 2011 года по декабрь 2013 года компанией 1С-Софтклаб выпускались портированные версии игр для ПК на iOS:
1. Лунтик рисует. Изучаем цвета и фигуры (дата выхода — 22.12.2011)[22].
2. Лунтик малышам. Развивающие задания (дата выхода — 30.01.2012)[23].
3. Лунтик готовится к школе. Цифры (дата выхода — 07.03.2012)[24].
4. Лунтик учит буквы (дата выхода — 20.04.2012)[25].
5. Лунтик. Хочу все знать (дата выхода — 24.11.2012).
6. Лунтик. Тренируем память и внимание (дата выхода — 14.12.2012).
7. Лунтик. Изучаем окружающий мир (дата выхода — 05.08.2013).
8. Лунтик учит правила (дата выхода — 16.12.2013).

С декабря 2013 года компанией 1С-Паблишинг выпускается серия мобильных игр для платформ iOS, Android, Windows Phone:
1. Лунтик. Считаем до десяти! (дата выхода — 6.12.2013).
2. Лунтик. Алфавит (дата выхода — март 2014)[26].
3. Лунтик. День рождения (дата выхода — сентября 2014)[26].
4. Лунтик: учим слова[26].
5. Лунтик. Посуда[27].
6. Лунтик. Пирог[28].
7. Лунтик. Кукольный дом (известна также как «Лунтик. Дом на дереве» и «Лунтик и его друзья. Развивающие игры для детей 3D»).

##### Игры от Alawar
Две игры на основе сериала были выпущены компанией Alawar Entertainment:
1. Лунтик. В поисках звезды (2009)[30].
2. Лунтик. Пропавшие краски (2009)[31].

#### Игрушки
Студия «Мельница» и бренд «Мульти-Пульти» выпускает также серию мягких и музыкальных игрушек с Лунтиком и другими персонажами мультсериала.

#### Напитки
С 2011 года осуществляется производство лицензированных молочных продуктов. Молоко и другие напитки под брендом «Лунтик» выпускают красноярский завод «Арта» и комбинат «Галактика» из Гатчины. Кроме молочных продуктов под торговой маркой «Лунтик» выпускаются кисели и соки для детей старше 3 лет. В ноябре 2011 года на «Агропромышленном форуме Сибири — 2011» в Красноярске компания «Арта» была награждена медалью ВК «Красноярская ярмарка» — «за высокие вкусовые показатели и сохранение полезных продуктов в молочных продуктах ТМ „Лунтик“».